# Collezione Spada

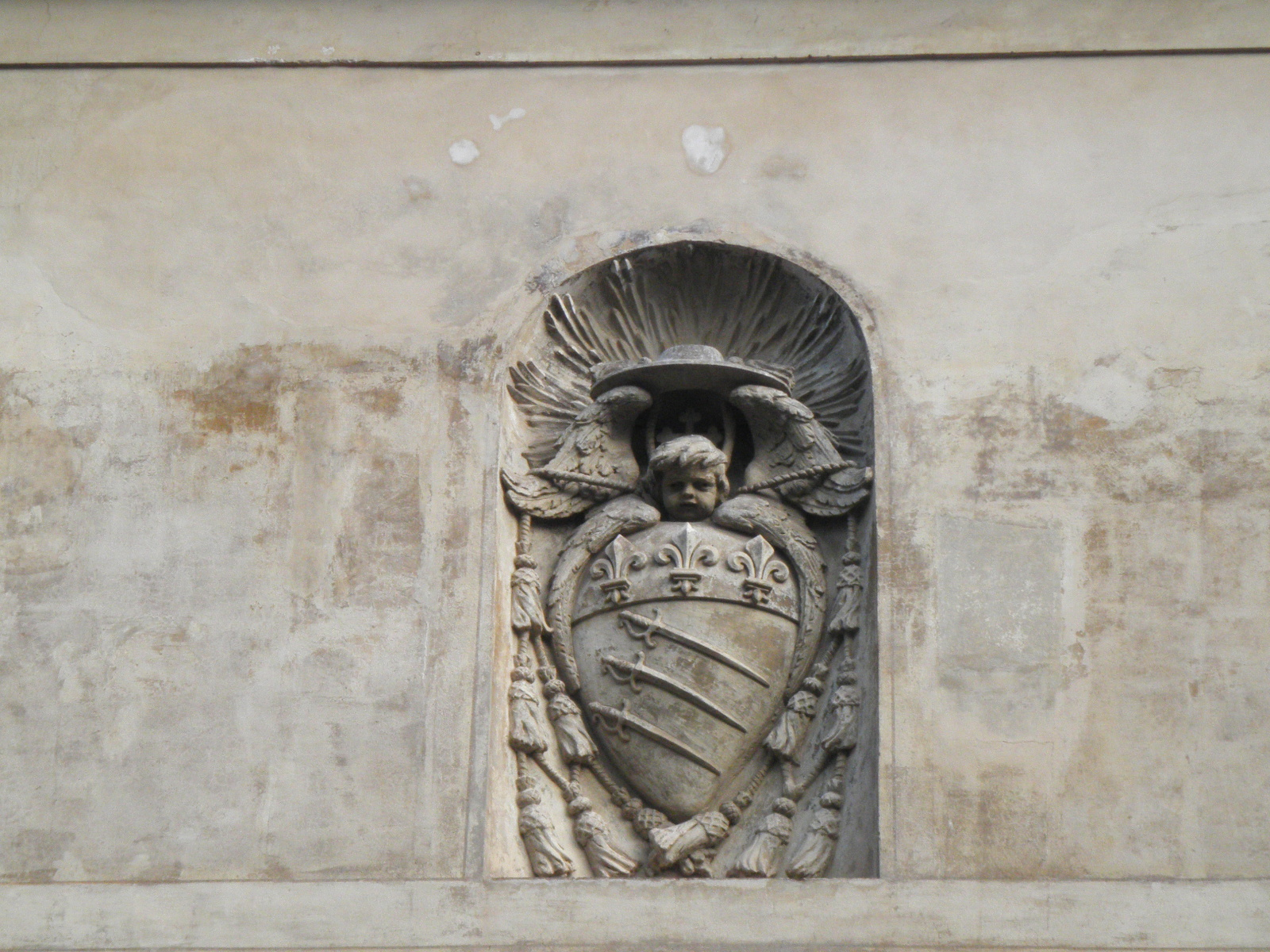
Lo scudo Spada a Roma

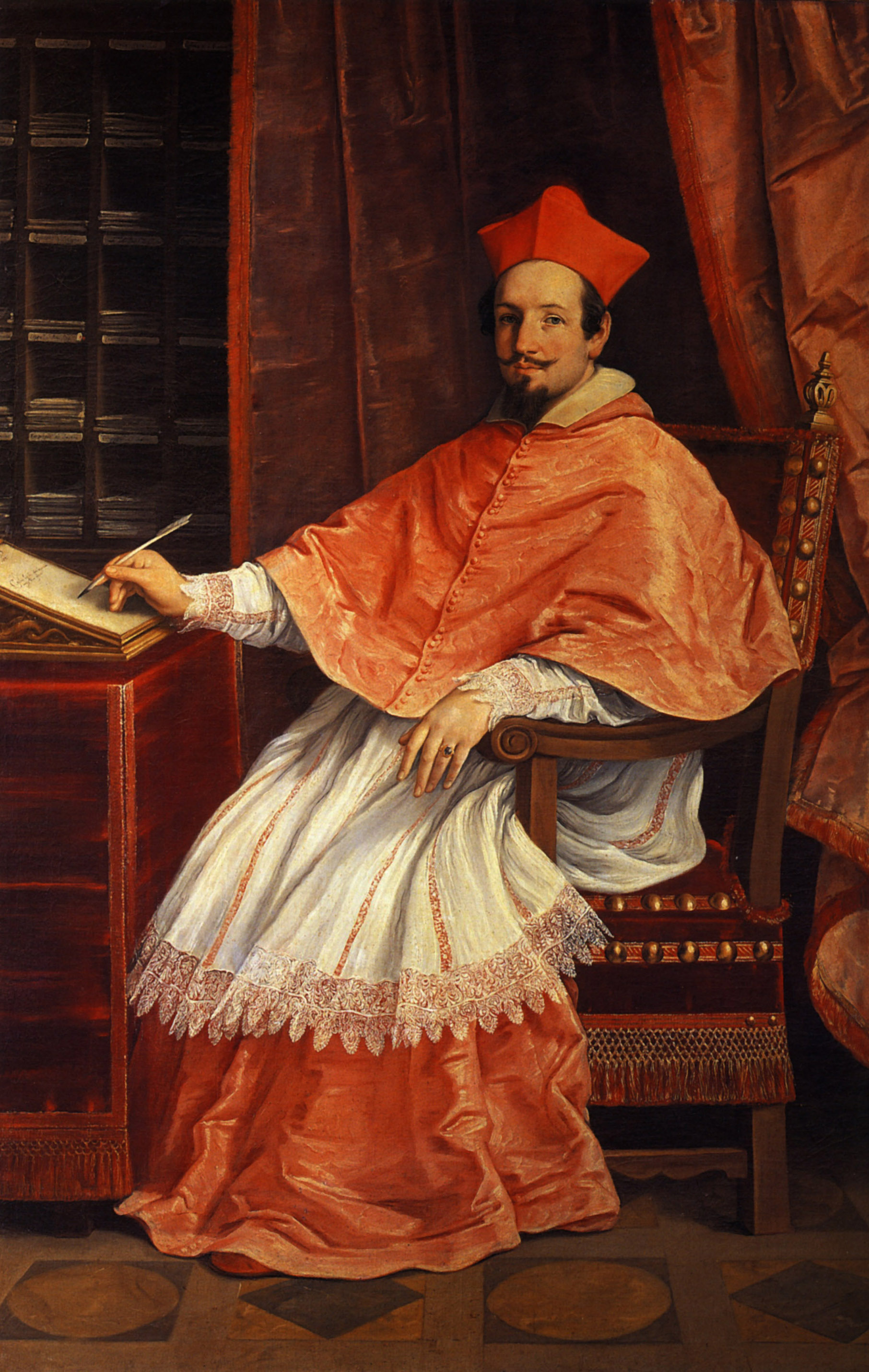
Ritratto di Bernardino Spada, Guido Reni (opera della collezione del cardinale, oggi nella Galleria Spada)

La collezione Spada è stata una collezione d'arte nata a Roma nel XVII secolo e appartenuta alla famiglia, di origini ravennate, degli Spada.
Costituita a partire dalla metà del Cinquecento, si accrebbe e si consolidò sotto il cardinale Bernardino, raggiungendo i massimi splendori grazie soprattutto alla notevole raccolta di pitture di matrice emiliana. La raccolta rappresentava una delle più importanti collezioni della Roma barocca, rientrante quindi nella grande stagione mecenatica del XVII secolo. 
Caduto il casato in difficoltà economiche nei primi dell'Ottocento, la collezione fu parzialmente smembrata con l'arrivo dei francesi. La raccolta fu poi acquistata nel 1926 dallo Stato italiano assieme allo storico palazzo romano Capodiferro, noto in particolar modo per la galleria prospettica che il Borromini eseguì su commessa dello stesso cardinal Bernardino, andando così a costituire la Galleria Spada.

## Storia

### Origini della famiglia

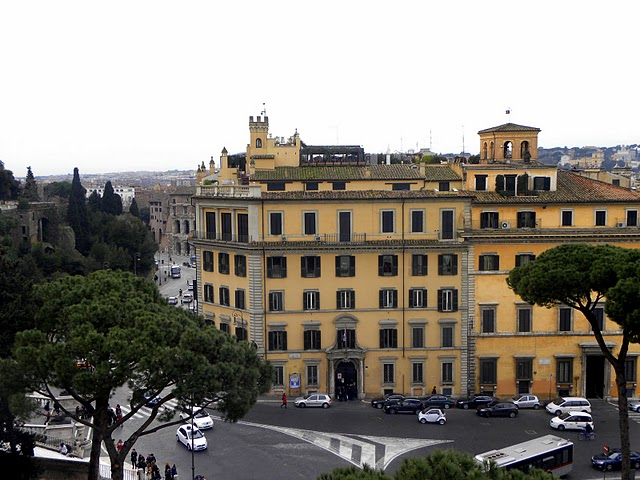
Palazzo Fani, dove ebbe alloggio il primo nucleo della famiglia stanziatosi a Roma

La famiglia Spada ha origini romagnole, di Brisighella. Paolo Spada (1541-1631) fu un mercante che assunse il ruolo di consigliere di Stato di papa Paolo V Borghese, dalle cui relazioni consolidò il ruolo di prim'ordine della sua famiglia sul panorama romano. La famiglia si stanziò nella capitale pontificia presso il palazzo Fani al Campidoglio con i propri figli in seconde nozze avuti con Daria Albicini (1569-1612), originaria di Forlì, quindi Francesco, Bernardino e Virgilio, gli ultimi due che intraprenderanno la carriera ecclesiastica.
Dal testamento di Paolo si comprende quanto Bernardino abbia assunto sin dal principio un ruolo decisivo nelle sorti della famiglia: sarà infatti colui che verrà indicato dal padre per custodire «i beni stabili, mobili e semoventi di Roma, intendendo anche quelli che sono in Bologna per servizio del Cardinale (comprendendovi argenti e ori in baccili, boccali e vassellamenta di ogni sorte, la lettiga e muli e altri annessi per quel servizio che sono oggi in Romagna)».
Virgilio di contro verrà invitato a lasciare suppellettili e quasi tutti i mobili al fratello Bernardino. Le proprietà romagnole di Faenza e di Imola, furono lasciate a Giacomo Filippo Spada (1576-1636), figlio del primo matrimonio di Paolo con Francesca Ricciardelli, che poi confluiranno successivamente nel ramo romano del casato, mentre a Francesco (1593-1643), primogenito in seconde nozze, andranno le proprietà di Forlì.

### La collezione del cardinale Bernardino Spada

#### Le commesse del periodo bolognese
Bernardino Spada compì gli studi in utroque iure tra Bologna, Perugia e Roma, in quest'ultima dov'era assieme al fratello Virgilio tra il 1608 e il 1614, presso la dimora dello zio Orazio (1537-1607), di fronte a Sant'Andrea della Valle. La sua carriera ecclesiastica fu particolarmente apprezzata da tutti i papi del suo tempo: Paolo V Borghese lo nominò referendario del Supremo tribunale della Segnatura apostolica (sia della corte di Grazia che di Giustizia), Gregorio XV Ludovisi gli affidò l'incarico di far parte dei prelati della Congregazione del buon governo, Urbano VIII Barberini lo nominò nunzio pontificio a Parigi nel 1624 e arcivescovo di Damiata, assumendo anche ruoli di portavoce del pontefice nei rapporti con Luigi XIII, nel 1626 fu invece eletto cardinale col titolo di Santo Stefano al Celio mentre nel 1627 fu inviato a Bologna come legato pontificio distinguendosi soprattutto per le azioni intraprese durante la peste del 1630.

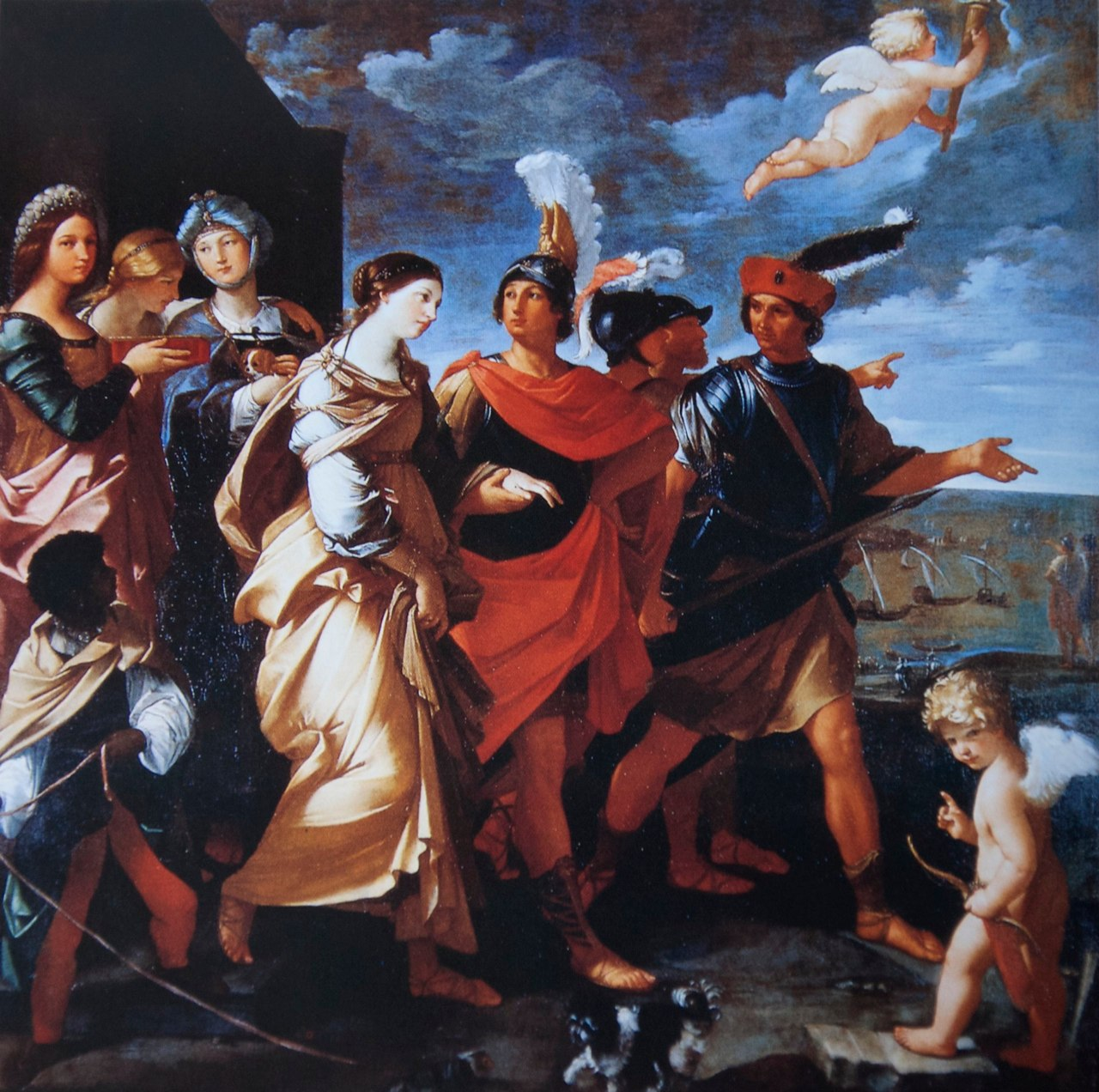
Ratto di Elena, replica dell'originale di Guido Reni oggi al Louvre realizzata dal collaboratore Giacinto Campana (con interventi del maestro)

Le prime notizie in merito al collezionismo di Bernardino risalgono al 1622, dove sono registrati gli acquisti di due ritratti, uno di Urbano VIII e un altro del cardinale Barberini, e di un busto in bronzo di papa Gregorio XV (tutte opere non pervenute). Già dal suo approdo in Francia nel 1627 viene documentato il trasferimento di casse piene di oggetti d'arte, tra cui anche dipinti di autore non menzionato: «[...] un quadro d'una girandola, un quadro di 3 magi, doi quadri di paesi, la prospettiva della cappella di Santa Maria Maggiore, un ritratto di Papa Urbano».
Quando fu a Bologna il cardinale continuò l'implementazione della propria collezione con l'immissione di diverse opere che descrivono sin dal principio quelli che erano i propri gusti artistici, ossia i ritratti: si fece infatti ritrarre due volte, entrambe nel 1631, la prima da Guido Reni, a figura intera, e poi dal Guercino, a mezzo busto (entrambi oggi in Galleria Spada). Nel palazzo del Legato della città emiliana intanto lo Spada commissionò nel 1630 a Girolamo Curti e Michelangelo Colonna la decorazione ad affresco della sala Urbana (dedicata al pontefice Barberini), dov'erano presenti giochi di prospettiva, che saranno anche questi un elemento peculiare dei gusti del committente nel corso della sua vita.

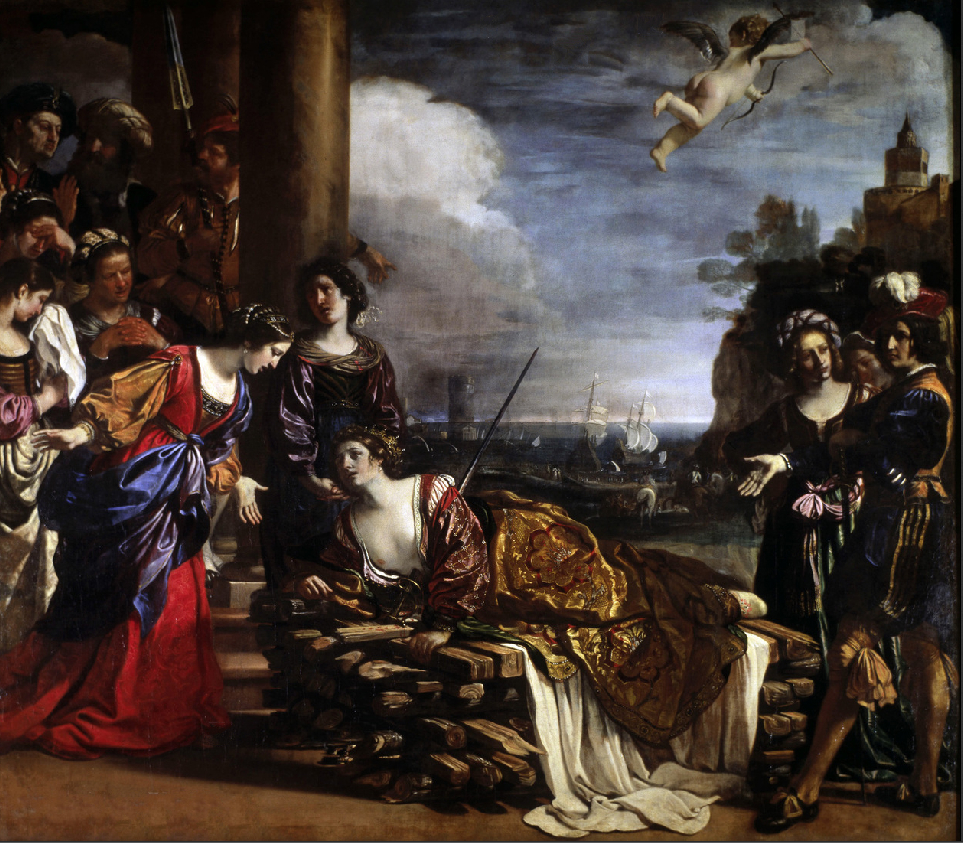
Morte di Didone, Guercino

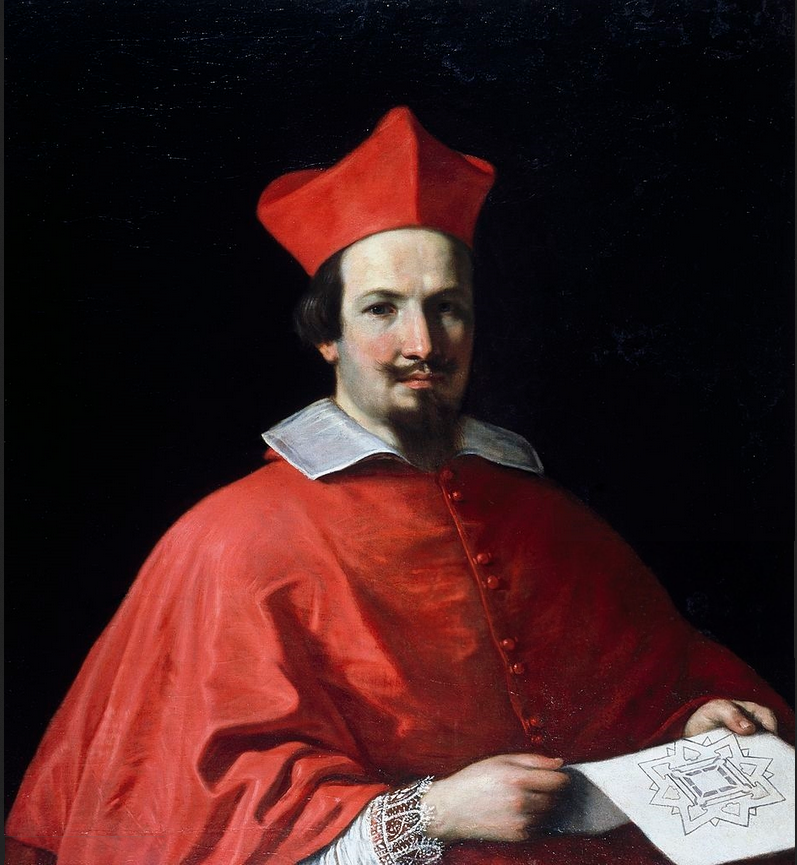
Ritratto di Bernardino Spada, Guercino

Bernardino entrò in contatto con Guido Reni per motivi alquanto fortuiti: infatti grazie ad una commessa che avanzò nel 1627 il re di Spagna Filippo IV, il quale voleva un dipinto con il Ratto di Elena di mano del pittore, per l'occasione il cardinale Barberini chiese allo Spada di supervisionare l'operato. In tale circostanza Bernardino propose al pittore bolognese l'esecuzione del proprio ritratto, capolavoro della maturità artistica del Reni, nonché una copia del collaboratore di bottega, Giacinto Campana, del Ratto di Elena eseguito intanto per il re spagnolo: tutto ciò è registrato nei mandati di pagamento del 2 maggio 1631, dove si elargiscono complessivi 200 ducati per i due quadri, facendo menzione, in merito al secondo, del fatto che «Elena [è] perfettionata da Guido stesso».
I contatti col Guercino avvennero invece intorno al 1628 grazie a Maria de' Medici, regina di Francia, di cui era divenuto amico durante la sua nunziatura a Parigi qualche anno prima e che proprio alla nobile il Bernardino propose nel 1629 l'acquisto del Ratto di Elena del Reni, che per motivi di incomprensioni tra il pittore e la committenza videro ruppersi ogni tipo di accordo tra le parti. Lo Spada fu infatti incaricato dalla regina di raggiungere Cento per visionare le opere del Guercino così da poter definire la commessa di alcuni cicli di pitture per il palazzo del Lussemburgo. In questa circostanza al pittore furono commesse tre opere, un altro Ritratto del cardinale, questa volta ripreso a mezzo busto, un San Luca e un Marte. L'opera eseguita per la regina fu invece quella della Morte di Didone, ma una volta completata la sua realizzazione, anche in questo caso la commessa cadde nell'oblio a causa della fuga di Maria fuori la Francia, avvenuta il 18 luglio 1631: il cardinale Spada quindi il 30 settembre dello stesso anno invia una lettera al pittore per fargli conoscere le intenzioni di acquistare la grande tela per sé, cosa che avvenne dietro il corrispettivo di 400 scudi (equivalente a 320 ducati, ossia 1.600 lire). Il dipinto viene spedito a Roma nel 1632 e da questo momento in poi si instaura un sodalizio tra il cardinale e il Guercino che durerà anche successivamente: nel 1634 viene infatti richiesto il contributo del pittore alla decorazione delle nuove sale del palazzo Capodiferro, al 1635 risulta una notula di pagamento di 34 scudi per un quadro con l'Astrologia, nel 1640 viene invece pagato 20 scudi il pittore per un San Pietro.
Il Reni e il Guercino non furono gli unici pittori dell'ambiente bolognese con cui Bernardino Spada entrò in contatto durante i suoi anni nella città emiliana: sono registrati infatti altre commesse ad artisti quali Francesco Albani, Giovanni Filippo Landa e Francesco Negri.

#### L'arrivo a Roma e l'acquisto del palazzo Capodiferro

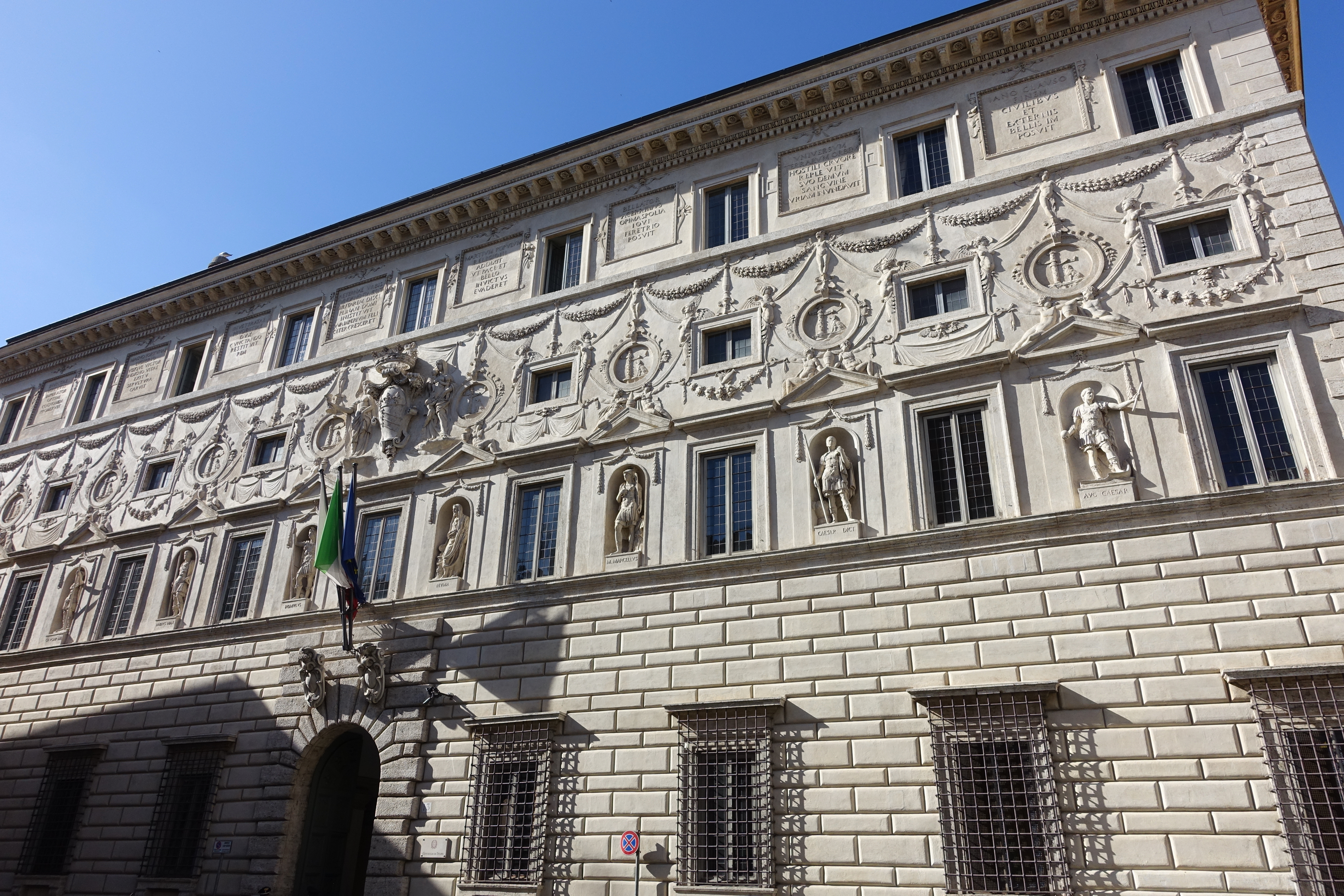
Palazzo Capodiferro

Nel 1631 Bernardino torna a Roma e porta con sé tutta la sua collezione d'arte, che già all'epoca doveva essere certamente consistente. Al tempo alloggiava nel palazzo del principe di Massa presso piazza Navona, ma già un anno dopo acquista palazzo Capodiferro, sontuoso edificio cittadino edificato per volere del cardinale Girolamo Recanati nella metà del Cinquecento su progetto di Bartolomeo Baronino, dove sarà trasferita tutta la raccolta di famiglia.
Instauratosi nel complesso, per volere di Bernardino furono avviati ingenti lavori di ristrutturazione che hanno ampliato l'edificio su tutta l'ala sinistra, dove verranno realizzati lo studio del cardinale e la Galleria grande, adorna di quadri della sua collezione. Furono commissionati nel 1635, anche in questo caso a Michelangelo Colonna, coadiuvato da Agostino Mitelli, già attivi a Bologna nei cicli del palazzo del Legato, i lavori ad affresco delle sale interne del palazzo riprendenti ancora una volta storie celebrative della politica di Urbano VIII e giochi prospettici in trompe-l'œil. Numerosi altri artisti locali lavorarono agli ambienti del palazzo, tra cui François Perrier fu il più noto, mentre altri citati nei documenti d'archivio e che figureranno nelle ricevute di pagamento per lavori svolti almeno fino al 1658 sono Pietro Ferri, Pietro Contini, Alessandro Agazzini, Giovan Battista Ruggeri, Giovan Battista Magni, Andrea Generoli, Giovan Battista Laurenzi e altri ancora.
A seguito di questi lavori Bernardino si adoperò per abbellire gli ambienti con sculture e altri oggetti di marmo utili come ornamento delle sale. Furono commissionati per l'occasione diversi busti, tra cui quello del papa Barberini, Urbano VIII, assegnato a Gian Lorenzo Bernini e databile tra il 1637 e il 1644, quello di Paolo Spada, attribuito alla cerchia di Ercole Ferrata, ed altri ritraenti Orazio Spada senior (1537-1607), i cardinali Bernardino e Fabrizio Spada, oltre ad acquisti di altri busti antichi di imperatori romani, che acquistò grazie ai legami che il cardinale aveva con il noto mercante e antiquario Leonardo Agostini. Nel 1637 è registrato l'acquisto presso il rigattiere Francesco Balderati di una «statuetta di marmo di buffoncello antico» identificabile con il Putto ammantato, pagato 12 scudi. Dalle fonti storiche sembra che il cardinale avesse più interesse verso la statuaria antica che moderna, dove si registrano pochi marmi contemporanei rispetto all'entità dell'intera raccolta, tra cui l'Amor sacro e l'Amor profano di Francois Duquesnoy e il cosiddetto Sonno, replica in marmo bianco dell'Algardi della sua stessa versione del 1635 in marmo nero realizzato per la collezione Borghese.

Nel contempo non mancarono anche in questa fase ulteriori acquisti e commissioni avanzate sia ad artisti del panorama romano, tra cui opere caravaggesche di cui ben due attribuite, erroneamente, proprio al Merisi (un Ritratto virile e un Ritratto di giovane con berretto piumato), che di quello fiammingo, che bolognese. Al 1641 risulta un acquisto di due tele di Karel Philips Spierincks, al 1643 ben sette dipinti di Niccolò Tornioli, tra cui quattro giunti sino ad oggi (la Carità Romana, la Madonna col Bambino dormiente e San Giuseppe, la Maddalena dormiente mentre una Madonna col Bambino e un angelo andrà distrutta a Berlino, dov'era presso l'Ambasciata italiana durante la seconda guerra mondiale), al 1647 risalgono invece due quadretti di bambocciate realizzate da Michelangelo Cerquozzi.

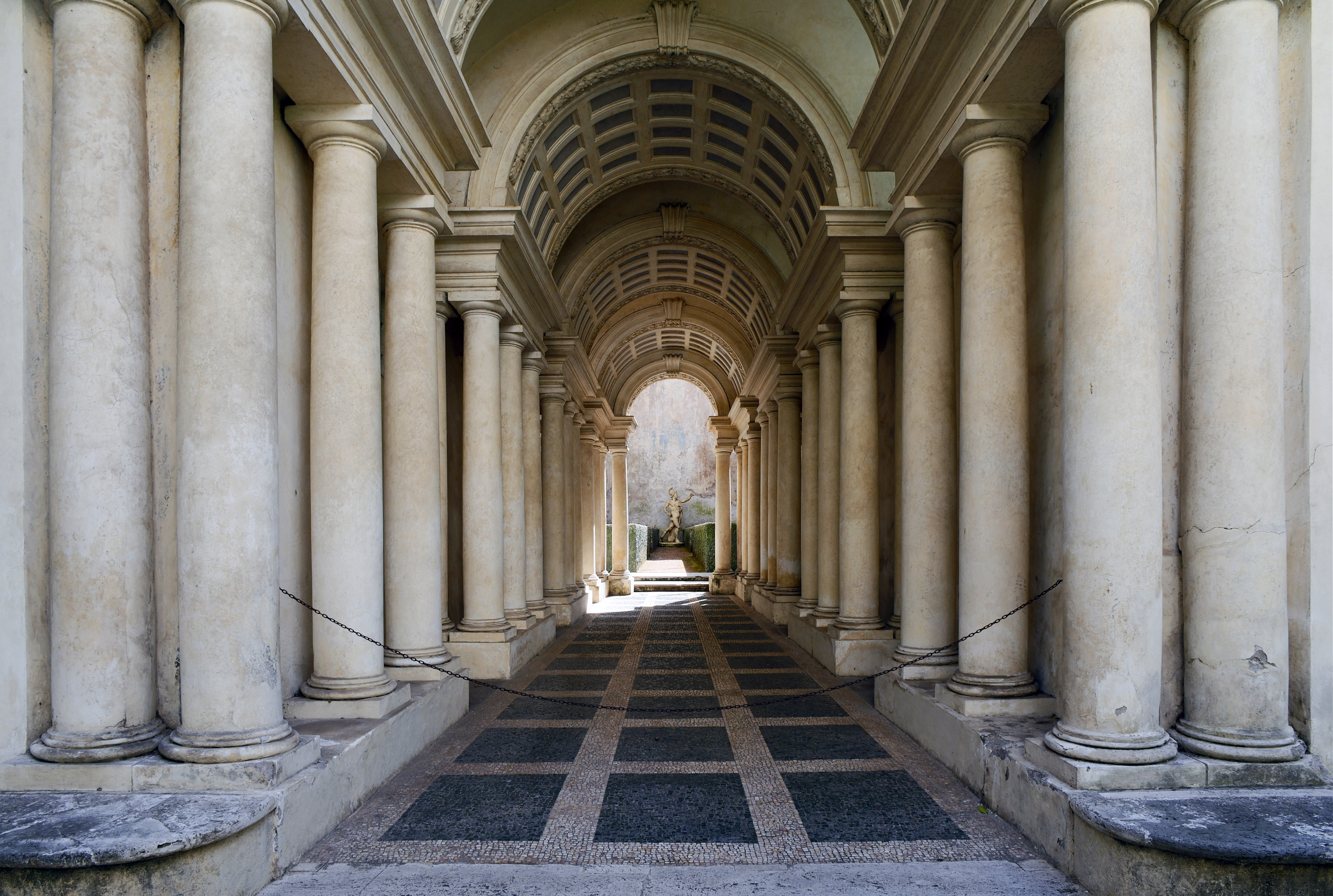
La Galleria prospettica del Borromini al palazzo Capodiferro

Altre immissioni avvennero da altri esponenti del casato, su tutti dal fratello Virgilio e dal nipote Orazio Spada, il quale grazie alle nozze con Maria Veralli acquisì in dote tutta la raccolta della nobildonna, dove oltre a diverse pitture vi erano anche cospicuo numero statue d'antichità, citate nel 1643, quando risultano in trasferimento dal palazzo Veralli in piazza Colonna a quello Capodiferro.

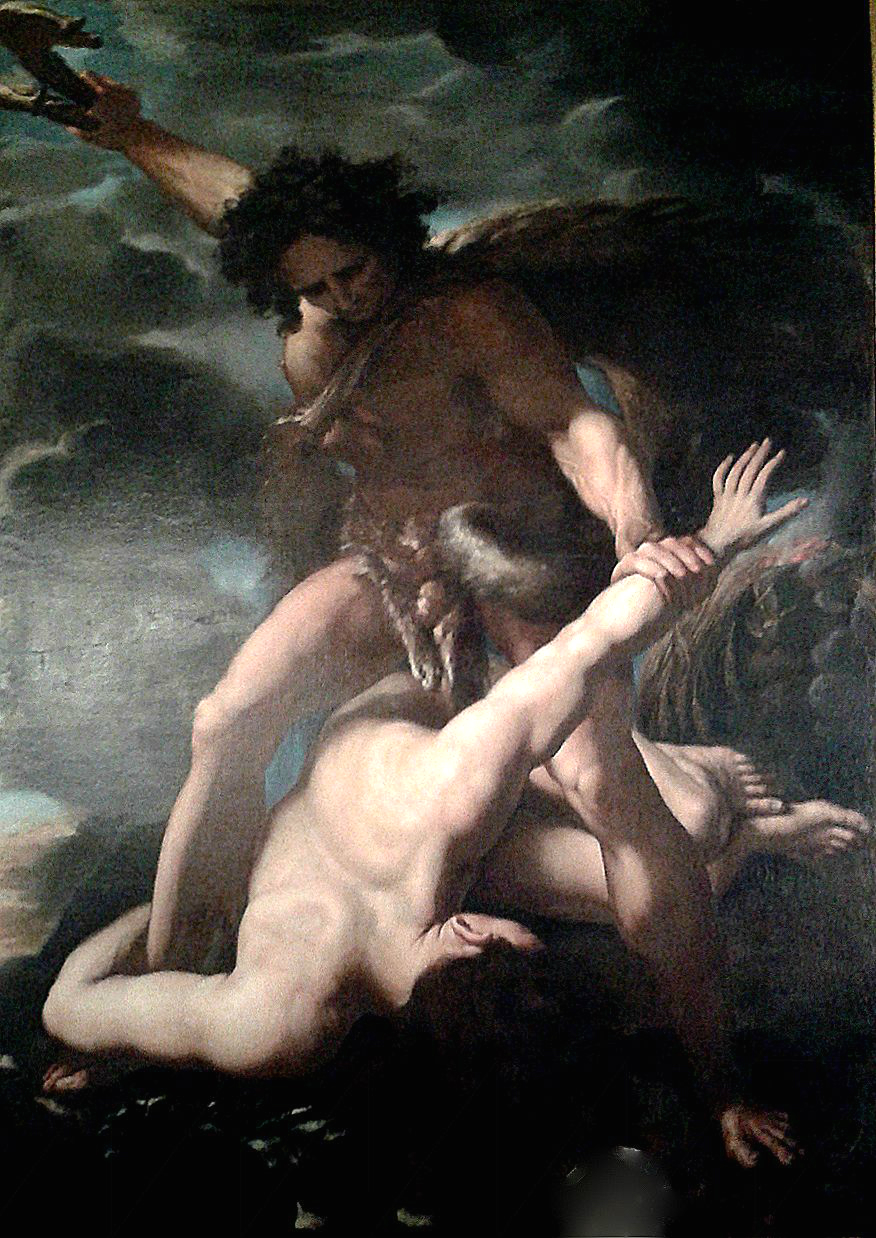
Caino che uccide Abele, Niccolò Tornioli (versione alla Galleria Spada di Roma)

Nel 1648 Bernardino Spada fu nominato vescovo di Albano Laziale. Nel 1652 compra dagli eredi di Niccolò Tornioli il Caino che uccide Abele, mentre un anno dopo fu commissionato al Borromini la galleria prospettica sul cortile interno, opera che diverrà tra le più celebri dell'artista nonché icona dell'architettura barocca.
Il 2 luglio del 1661 il cardinale trovò l'accordo con Gian Domenico Cerrini per fargli eseguire i ritratti di tutti i suoi nipoti con consorti, da raggruppare in cinque tele (il totale delle figure da dipingere era di n. 29): nella prima c'era il marchese Gregorio, figlio di Giacomo Filippo, con la moglie Camilla Fantuzzi e i figli Virginio, Margarita e Amadore, in un'altra il marchese Ridolfo, fratello di Gregorio, con la moglie Claudia Margarita Malatesta e i figli Leonido, Giacomo Filippo e Cornelia, in un'altra i nipoti Sigismondo, Nicola, Paolo, Michele, Francesca e Laura, tutti figli di Giacomo Filippo e Cornelia Bonaccorsi, in una quarta tela dovevano esserci il marchese Orazio, figlio di Francesco (il fratello di Bernardino), e Cecilia Severoli, con la moglie Maria Veralli e i figli Bernardino, Alviano, Ciriaco, Guido, Bartolomeo, Eugenia, Virginia e Lucrezia, infine erano previsti nell'ultima tela il marchese Carlo Francessco, fratello di Orazio, con la moglie Ippolita Rosari.
Di tutto ciò non se ne fece più nulla in quanto Bernardino Spada morì di lì a breve, il 10 novembre del 1661. Fu sepolto nella chiesa di San Girolamo della Carità; poi le sue spoglie furono traslate dal nipote Orazio nella cappella di San Carlo della chiesa di Santa Maria in Vallicella, dove sarà sepolto anche il fratello Virgilio.
Nella numerosa discendenza che ebbe Paolo Spada, sia grazie al primo che al secondo matrimonio, Bernardino giocò un ruolo fondamentale nelle sorti successive della famiglia, gettando le basi di una evoluzione di tutti i rami della medesima, dove se con Ridolfo Spada si costituì quello di Faenza, mentre con Gregorio si andò a formare quello di Bologna (che poi alla metà del Settecento confluirà in quello faetino e successivamente in quello romano), con Orazio, figlio del fratello maggiore Francesco, spostato con Maria Veralli, si determinò la continuità del ramo Spada di stanza a Roma.

#### Il testamentopost mortem(1661)

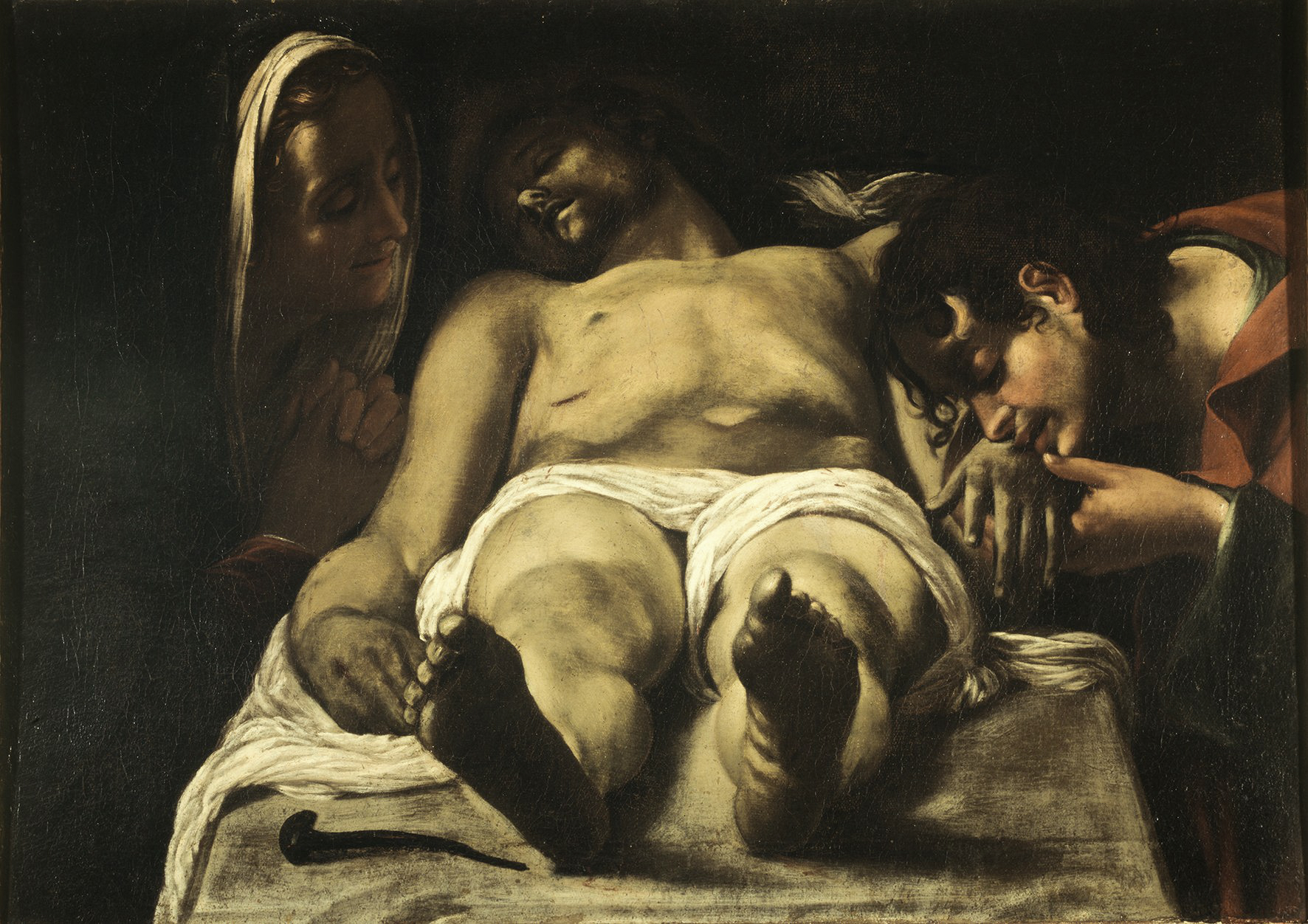
Cristo morto, Orazio Borgianni

Il testamento di Bernardino registrava tra i beni facenti parte della sua collezione 67 dipinti collocati nella Galleria di palazzo Capodiferro più un cospicuo numero di mobili e elementi di arredo. Altri quadri erano invece dislocati tra le sue proprietà, quindi nella villa a Tivoli, dov'erano opere per lo più confluite dalla dote di Maria Veralli, moglie di Orazio Spada, o donate dallo stesso Bernardino alla coppia, come il Ritratto della marchesa Camilla Fantuzzi, commissionato nel 1632 dallo stesso cardinale a Francesco Albani (oggi non rintracciabile) e nella vigna fuori Porta Angelica, dov'erano invece per lo più opere paesaggiste e ritratti.
I dipinti presenti nella collezione Spada dell'epoca comprovano l'attenzione di Bernardino verso la pittura nordica (apprezzata sin dalla sua attività in Francia), verso quella delle sue origini, quindi emiliana e verso quella romana. Tra i dipinti a Capodiferro figuravano già al tempo alcuni pezzi che tutt'oggi costituiscono alcuni capolavori della Galleria, ossia il suo Ritratto eseguito da Guido Reni, quello di Paolo III Farnese, copia dell'opera di Tiziano oggi a Capodimonte, già nella collezione di Fabrizio Veralli, una Testa di vecchio identificata come lo Schiavo di Ripa Grande e il San Girolamo, assegnate entrambe a Guido Reni, il Cristo morto del Borgianni, e un Ritratto di uomo con libro in mano attribuito a Jacopo Bassano. Vi erano poi otto tele del Mastelletta (due versioni del Mosè nel deserto, un Paese con figure, un Mosè che passa il Mar Rosso, un Mosè con la turba, un Paesaggio con Mosè e gente armata, un Paesaggio con figure e cavalli e un Paesaggio con figure). Del Passerotti erano registrati un David che suona il violino, un Ritratto di uomo anziano, uno di uomo anziano con fiori in mano, e un altro di uomo con libro in mano. Vi era poi un Ritratto di Lauretta, forse identificabile con Laura Spada (nata nel 1632), figlia di Giacomo Filippo Spada e numerose altre opere, anche di scultura, di cui si registravano 20 pezzi tra antichità e non, come il cosiddetto Sonno, assegnato alla bottega dell'Algardi. I quadri di grande formato erano tutti collocati nella stanza dei Papi (nominata così per via di una serie di 50 iscrizioni illustranti le vite dei pontefici), tra cui il Ratto di Elena, di Giacinto Campana e Guido Reni, la Morte di Didone del Guercino, il Caino e Abele del Tornioli, una Madonna col Bambino di Artemisia Gentileschi (già in collezione Veralli) e un Ritratto di Urbano VIII di Baldassarre Aloisi.
Tra le opere di scultura antica, per lo più restaurate con interventi seicenteschi, erano anche la Diana cacciatrice (II secolo d.C.), l'Afrodite (I secolo d.C.) e i due Putti, uno ammantato e uno con la pelle di leone.
Erede della collezione di Bernardino fu il fratello Virgilio Spada.

### La collezione sotto Virgilio Spada

#### Le acquisizioni personali

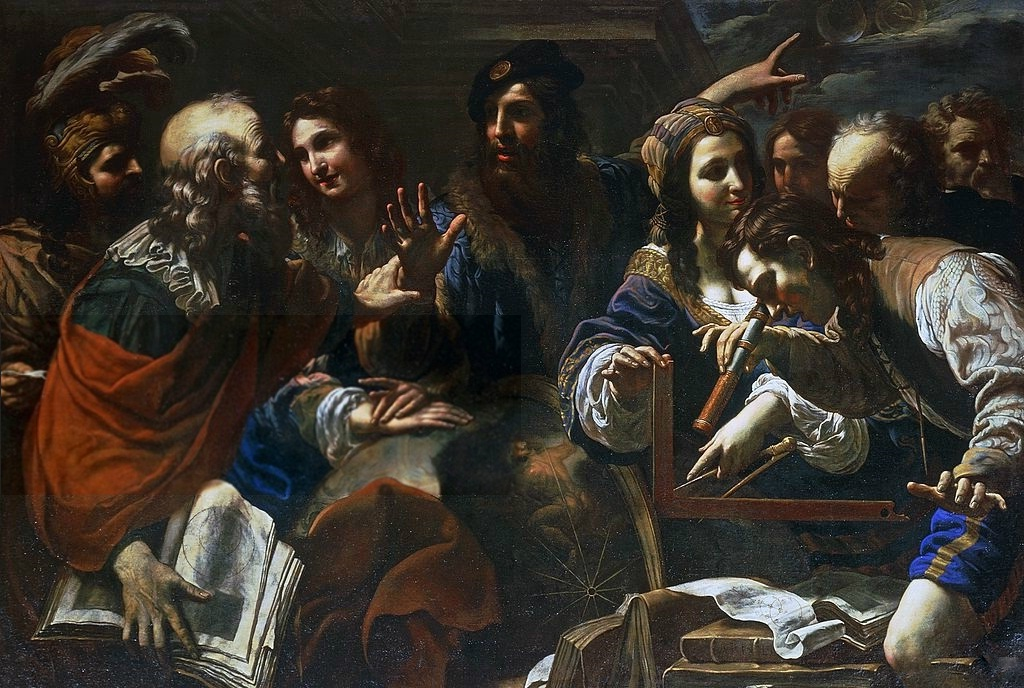
Gli Astronomi, Niccolò Tornioli

La figura Virgilio, seppur messa dalla storiografia in secondo piano rispetto a quella del fratello Bernardino, fu comunque anch'essa particolarmente influente nelle dinamiche legate alla collezione di famiglia.
Virgilio si trasferì a Roma con il fratello già intorno al 1608-1614, tuttavia decise di intraprendere la carriera ecclesiastica solo intorno al 1620, quando si avviò agli studi in Filosofia e Teologia dai padri gesuiti del Collegio Romano. Dal 1644 divenne elemosiniere di Innocenzo X Pamphilj e per conto del pontefice fu soprintendente di diversi cantieri in città, tra i quali quello di San Giovanni in Laterano, del palazzo Pamphilj di piazza Navona e di quello di San Martino al Cimino.

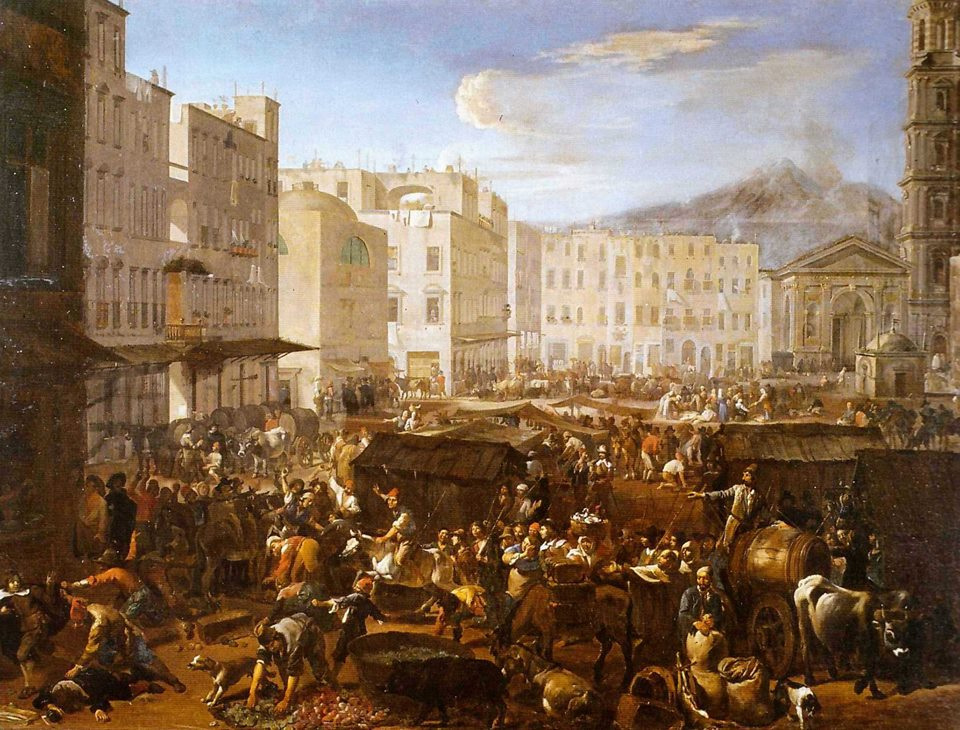
Rivoluzione di Masaniello, Michelangelo Cerquozzi

Il suo contributo alla collezione in termini quantitativi non è certo di prim'ordine, tuttavia alcune opere rappresentano per qualità ancora oggi il cuore della Galleria Spada. Oltre ad aver suggerito a Bernardino nel 1643 lo stock opere di Niccolò Tornioli, suo artista preferito a Roma dopo Pietro da Cortona, tra le commesse più importanti vi sono quella del 1648 al Cerquozzi con la Rivoluzione di Masaniello, del 1648 e 1649 quando furono richiesti a Gian Domenico Cerrini rispettivamente una Madonna e san Pietro e un David, quest'ultimo che fu poi donato immediatamente a Bernardino, mentre tra gli acquisti di sua pertinenza erano l'Angelo custode di Andrea Sacchi, due Teste di cherubini dello Spadarino, due tele del Tornioli, comperate nell'estate del 1645, gli Astronomi, tra i pezzi più importanti della collezione, e un Caino che uccide Abele (che fu poi donato a papa Innocenzo X intorno al 1652 ed è oggi alla Galleria Doria Pamphilj), l'Adultera copia da Lorenzo Lotto, una tela del Redentore del Muziano e due paesaggi con san Girolamo e san Francesco, tutte queste poi confluite nella collezione "madre" e oggi conservate nella Galleria Spada.

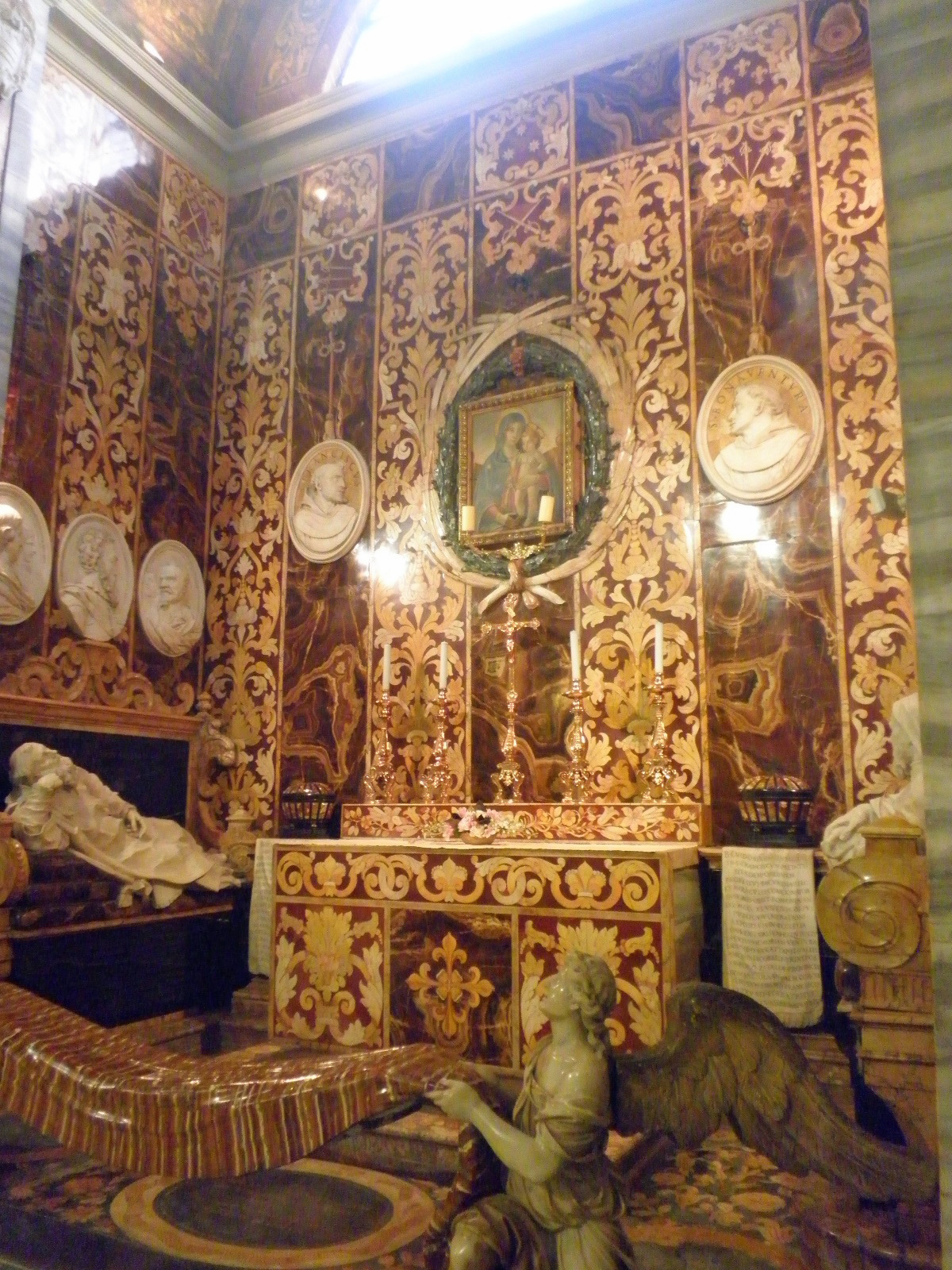
La cappella Spada nella chiesa di San Girolamo della Carità a Roma

Tra le opere non pervenuteci, invece, ce ne furono altre che furono donate di volta in volta a illustri personalità vicine agli ambienti familiari, tra cui tele di Mattia Preti, un Ritratto attribuito al Caravaggio e altre del Romanelli. Virgilio fu un raccoglitore anche di disegni, nel suo inventario risultavano presenti schizzi di Giulio Romano, Guercino, Pietro da Cortona (l'Angelo custode), Guido Reni e Tintoretto, nonché di sculture, dove vengono descritti un ritratto in creta di Innocenzo X, un Bambino dormiente, un altro seduto, un Crocifisso bronzeo, e svariati suppellettili.
Le opere che hanno fatto parte della sua collezione personale si distinguono da quelle di Bernardino in quanto risultano contrassegnate con la sigla "PVS" (da leggere "Padre Virgilio Spada") sul retro. Virgilio fu finanziatore anche di altre opere per le cappelle di famiglia dislocate nel territorio Pontificio, come la Decapitazione di San Paolo dell'Algardi posta sull'altare maggiore e le due tele del Tornioli (Caino e Abele e Giacobbe e l'angelo, 1645-1648) sulle pareti laterali della cappella Spada nella basilica di San Paolo a Bologna, così come quelle di Faenza e di San Girolamo della Carità a Roma.
Tra il 1647 e il 1648 fu attivo nell'assegnazione dei mosaici della cappella del Santissimo Sacramento in San Pietro, che in prima battuta furono affidati ancora una volta al suo stimato Tornioli, ma che una volta realizzati non trovarono il gradimento da parte del committente, cosa che fece incrinare definitivamente i rapporti tra le parti.

#### L'istituzione del diritto di maggiorasco
Virgilio Spada morì l'11 dicembre 1662. Istituì con il suo testamento il "maggiorasco ad elezione dei genitori" col fine di impedire la dispersione della collezione e di tutti i beni mobili di famiglia. Fu erede di tutta la raccolta il nipote Orazio (1616-1686), figlio di Francesco Spada.
In questa fase tuttavia alcune opere uscirono comunque dalla collezione in quanto donate a illustri personalità vicine agli ambienti familiari per volere testamentario, sono questi i casi di due dipinti del Guercino, l'Astrologia e il San Giacomo apostolo, che furono dati a Francesco e Antonio Barberini, o come il Cristo e l'adultera del Tintoretto che fu dato al papa Alessandro VII Chigi, mentre a Mario Chigi fu dato un ovale con la Madonna col Bambino e angeli di Francesco Albani.
Nel suo testamento lasciò a Orazio la facoltà di edificare una cappella di famiglia dove far seppellire il suo corpo in Sant'Andrea della Valle, di fronte alla cappella Barberini.

### La collezione sotto Orazio Spada

#### L'acquisizione della collezione Veralli

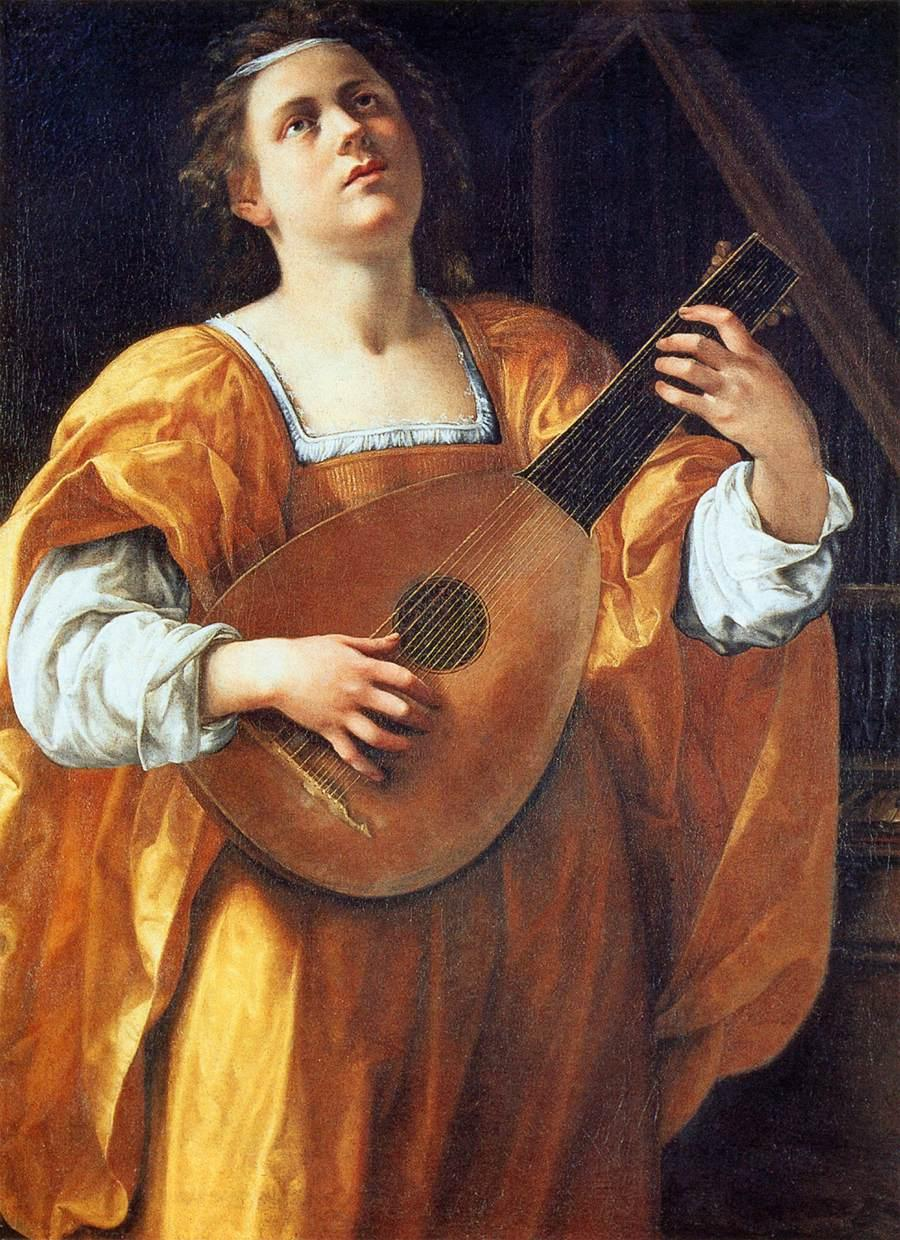
Santa Cecilia, Artemisia Gentileschi (già in collezione Veralli)

Orazio Spada nacque a Brisighella da Francesco e Cecilia Severoli. Fu "strappato" alla famiglia, e in particolare al padre, uomo dallo stile di vita ritenuto malsano e ribelle, all'età di sei anni dagli zii Bernardino e Virgilio, che lo vollero con loro a Roma per studiare dapprima dai padri gesuiti al Collegio Romano, poi legge alla Sapienza di Roma, dove conseguì il dottorato nel 1634.
Due anni dopo (1636) Orazio sposò Maria Veralli, figlia di Giovanni Battista, nipote dei cardinali Girolamo (1500-1555) e Filippo (1570-1625), unica erede di tutti i possedimenti e le ricchezze accumulate fino a quel momento dalla famiglia romana. Divenne marchese di Castel Viscardo, località presso cui spesso si recava a curare i beni di famiglia, tra cui il castello nobiliare.

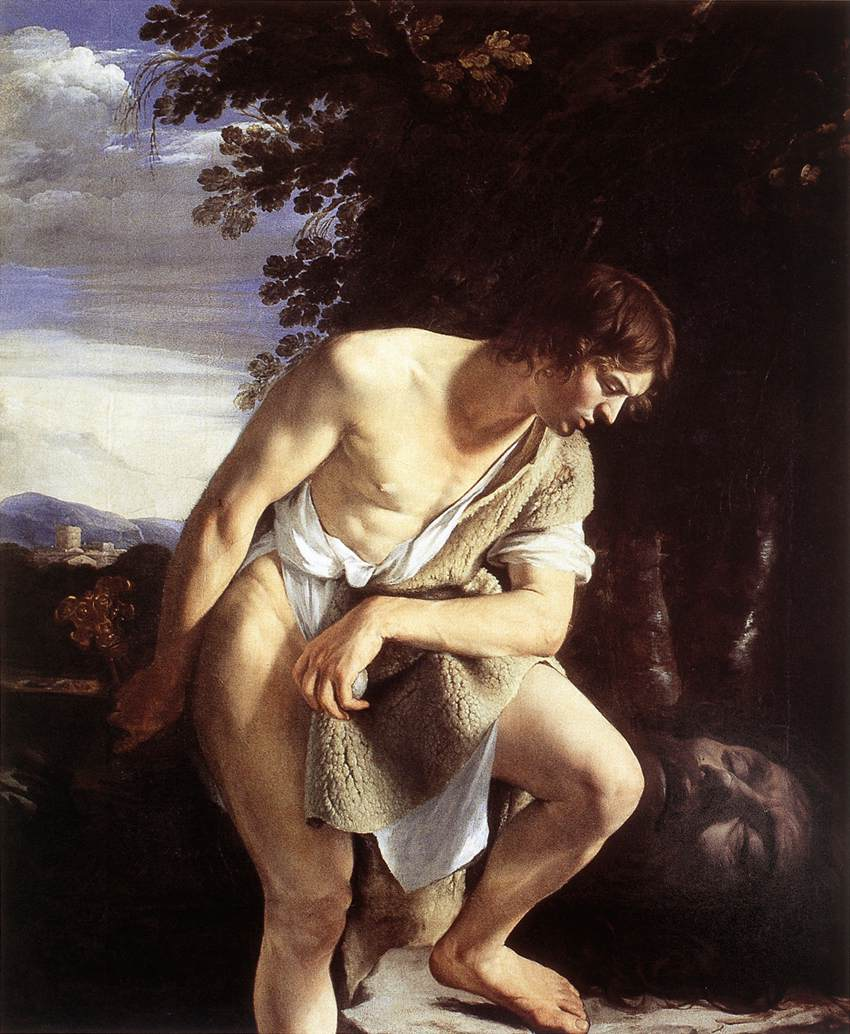
David, Orazio Gentileschi (già in collezione Veralli)

Tra i beni provenienti dalla dote della consorte, da cui pervennero diversi pezzi di arredo (tabernacoli, supporti, piedistalli e mobilia), di scultura e di pittura,  vi erano il San Sebastiano di Fiorenzo di Lorenzo, il Ritratto di Paolo III Farnese, copia da Tiziano, i Santi Pietro e Paolo di Giovanni Baglione, la Madonna col Bambino di Bartolomeo Cavarozzi, il San Francesco in estasi di Orsola Maddalena Caccia, il Ritratto del cardinale Girolamo Veralli, più un gruppo di opere ereditate dalla collezione di tal Alessandro Biffi, che costituiscono un gruppo di tele caravaggesche di prim'ordine, come il David con la testa di Golia di Nicolas Regnier (ma segnalato nell'inventario antico come opera di Bartolomeo Manfredi), una Madonna col Bambino e una Santa Cecilia entrambe di Artemisia Gentileschi e infine il David del padre Orazio Gentileschi.
Tra le opere di scultura confluirono invece un cospicuo numero di opere antiche, come i busti di filosofi, o l'Ercole, l'Apollo, gli otto bassorilievi già nel palazzo Colonna e che poi furono murate sulle pareti della Galleria Meridiana del palazzo Spada per volere di Bernardino, un gruppo di rilievi riprendenti scene mitologiche che furono rinvenute durante gli scavi commissionati da Fabrizio Veralli nella chiesa di Sant'Agnese fuori le mura.

#### La cappella familiare in Santa Maria in Vallicella

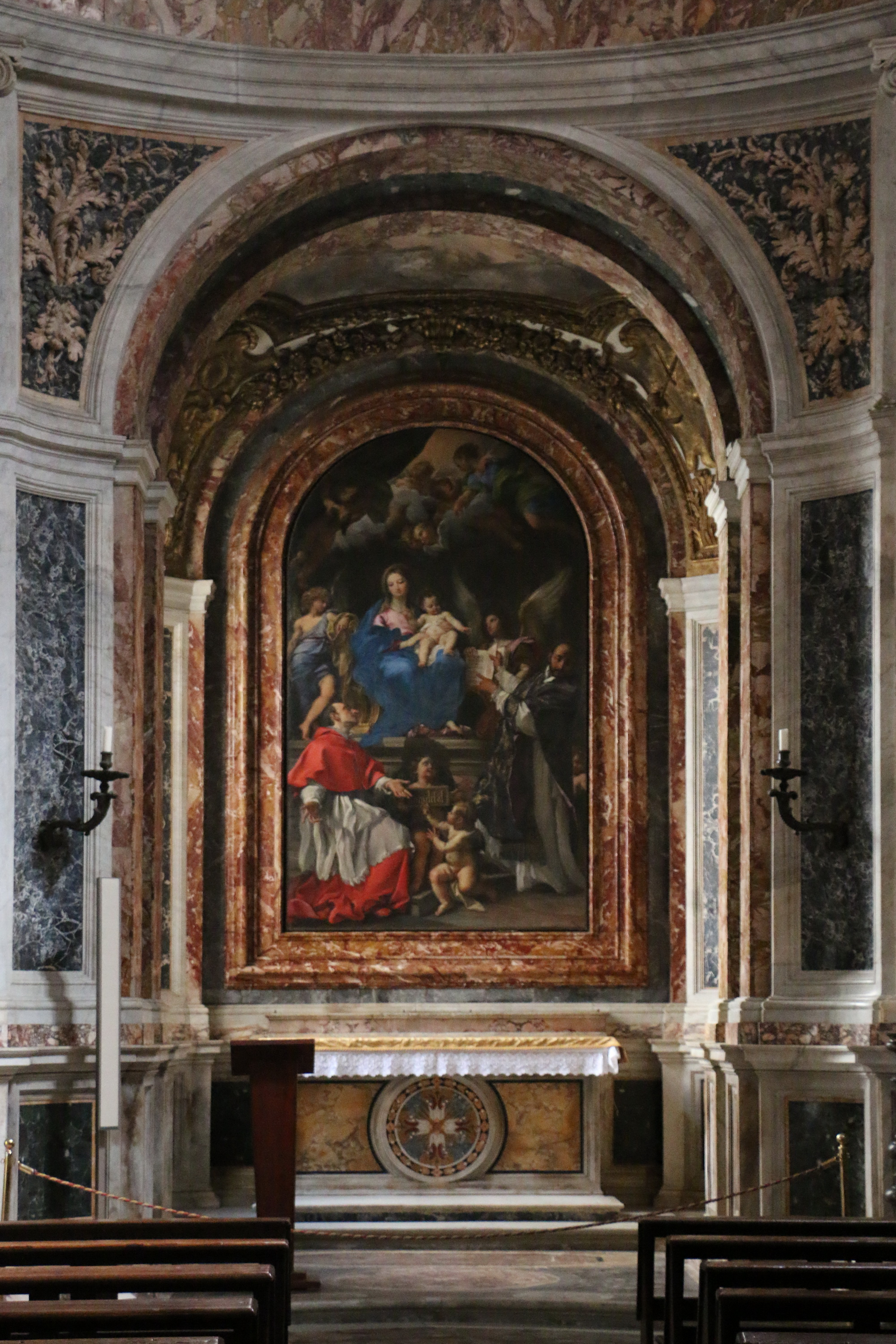
La cappella Spada nella chiesa di Santa Maria in Vallicella a Roma

Oltre ad acquisti o commissioni di opere avanzate personalmente, molte delle quali di irrilevante interesse artistico (erano per lo più ritratti di cardinali e pontefici realizzati da modesti pittori oggi non rintracciati), l'apporto di Orazio alla collezione verse più sulle proprietà immobiliari di famiglia (dove acquistò anche i contigui corpi di fabbrica del palazzo oramai Spada, come il palazzetto e l'ex edificio Massari) che sulla raccolta artistica in sé.
Alla morte di Bernardino e Virgilio, infatti, si occupò immediatamente di realizzare la cappella gentilizia nella chiesa di Santa Maria in Vallicella (e non in sant'Andrea della Valle, come invece voleva Virgilio), dove poi sempre per sua volontà traslò anche le spoglie di Bernardino (sepolto intanto nella chiesa di San Girolamo della Carità): i lavori furono completati nel 1663, mentre al 1672-1679 risulta la realizzazione della grande pala con la Madonna e il Bambino Gesù fra i santi Carlo Borromeo e Ignazio di Loyola richiesta a Carlo Maratta, mentre ai lati furono commissionate due tele sulla vita del santo, una allo Scaramuccia (San Carlo che distribuisce le elemosine) e una a Giovanni Bonati (San Carlo e gli appestati).
Avviò ulteriori lavori di ristrutturazione del palazzo già Capodiferro, concentrandosi soprattutto sul giardino, sulla scala che dallo stesso conduceva alla Galleria e sugli appartamenti dei piani superiori, dove furono chiamati a lavorarci pittori quali Paolo Ferri, Girolamo Retini e Nunzio Spina. Altri importanti lavori riguardarono infine lo scenografico prospetto che separa il giardino grande dal corpo del palazzo, realizzato da Camillo Arcucci. Il dipinto dell'Annunziata del Tornioli già inventariato nelle collezioni di Bernardino al palazzo Capodiferro fu invece prelevato per volontà di Orazio e posto sull'altare maggio della chiesa di Castel Viscardo nel 1683, feudo presso cui ne curò anche i beni personali una volta ottenuto il titolo di marchese a seguito delle nozze Veralli.
Alla sua morte, avvenuta nel 1686 (fu sepolto anch'egli nella cappella di famiglia in Vallicella assieme agli zii), il figlio Bernardino continuerà i successi familiari in ordine al diritto di maggiorasco istituito da Virgilio Spada.

### La collezione sotto Bernardino Spada Veralli

#### Gli interventi sui patrimoni immobiliari
Bernardino Spada darà un contributo più sulle questioni immobiliari legate alla famiglia che sulla collezione d'arte, la quale invece vivrà situazioni di fioritura per meriti del fratello, il cardinale Fabrizio. Al 1687, anno in cui divenne erede dei beni familiari, Bernardino si occupò di finanziare il completamento della facciata della chiesa dell'Annunziata a Castel Viscardo, i cui lavori iniziarono un anno prima per volere del padre, Orazio, e che non furono mai completati per l'improvvisa scomparsa del medesimo. Bernardino si occupò inoltre della sistemazione interna di due cappelle laterali della stessa chiesa, i cui lavori furono avviati anche questa volta per volere del padre già a partire dal 1680.
Successivamente promosse altri interventi nel palazzo Spada di Roma, dove furono chiamati Giacomo Wernie, Filippo Zucchetti (entrambi già attivi nella chiesa di Castel Viscardo), Paolo Gamba, Michelangelo Ricciolini e altri. Gli ingenti lavori di ammodernamento del palazzo, con cicli floreali, a festoni o con altre decorazioni furono avviati per sua volontà tra il 1690 e 1700 col fine anche celebrativo delle nozze che il figlio Clemente avrebbe avuto da lì a breve. Il lavoro più notevole fu quello del Ricciolini, il quale assieme ad aiuti si occupò di realizzare per il soffitto di una sala del palazzo (l'attuale III sala della Galleria musale) sei pitture a tempera su tela con raffigurazioni allegoriche delle quattro parti del mondo (Europa e Asia e Africa e America), dei quattro elementi della terra (Fuoco e Aria e Acqua e Terra) e delle quattro stagioni (Estate e Primavera e Autunno e Inverno).
Bernardino tenne la collezione fino alla morte, nel 1716, quando poi la lasciò al figlio primogenito, Clemente Spada.

#### Gli apporti del cardinale Fabrizio Spada

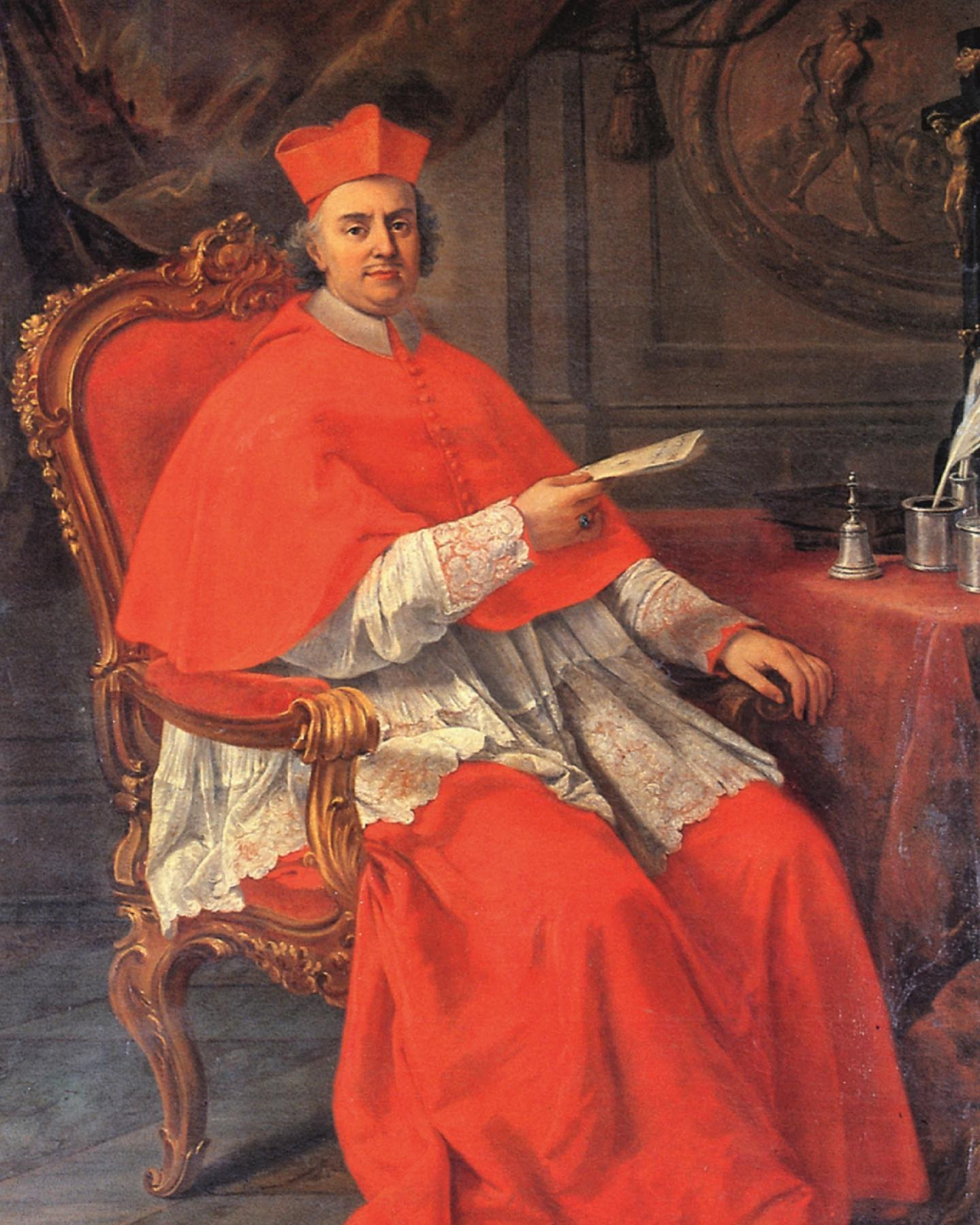
Ritratto del cardinale Fabrizio Spada, Sebastiano Ceccarini

Sia in termini quantitativi che qualitativi l'apporto che diede il cardinale Fabrizio Spada è equiparabile solo a quello del cardinale Bernardino.
Fabrizio Spada, sestogenito di Orazio, era uomo colto e istruito anch'egli, che si trovò a operare sotto i pontificati di Clemente X Altieri, che lo nominò cardinale nel 1675, Innocenzo XI Odescalchi, Innocenzo XII Pignatelli e infine Clemente XI Albani.
Gli interventi che promosse il cardinale furono incentrati non solo negli ammodernamenti del palazzo Spada, che riguardavano le decorazioni a mobilia e ad affreschi delle sale, ma anche gli ampliamenti della Galleria grande e quindi della collezione d'arte. Fabrizio si occupò di commissionare e acquistare una serie di tele a carattere mitologico-storico classicista con una evidente "passione" verso le vedute architettoniche. Il cardinale non disdegnava tuttavia anche altre correnti, come quella della scuola dei bamboccianti, fiamminga e caravaggista.
Nel 1699 è registrato il pagamento di 90 scudi per il Salomone che adora gli idoli di Lazzaro Baldi, nello stesso anno a Daniel Seiter fu pagata la Lucrezia romana (dispersa), sempre nel 1711 si occupò di acquistare dagli eredi del Baldi una serie di dodici dipinti con Storie dei dodici Cesari, al 1699 risale anche l'acquisto di due tele di Francesco Galori, Davide che danza davanti all'Arca e il Trionfo di David. A Giuseppe Chiari furono commissionati tra il 1695 e il 1699 quattro tele, Latona, Bacco e Mercurio, Apollo e Dafne e infine Bacco e Arianna. Risale agli acquisti di Fabrizio Spada anche la Borea che rapisce Oritha di Francesco Solimena.

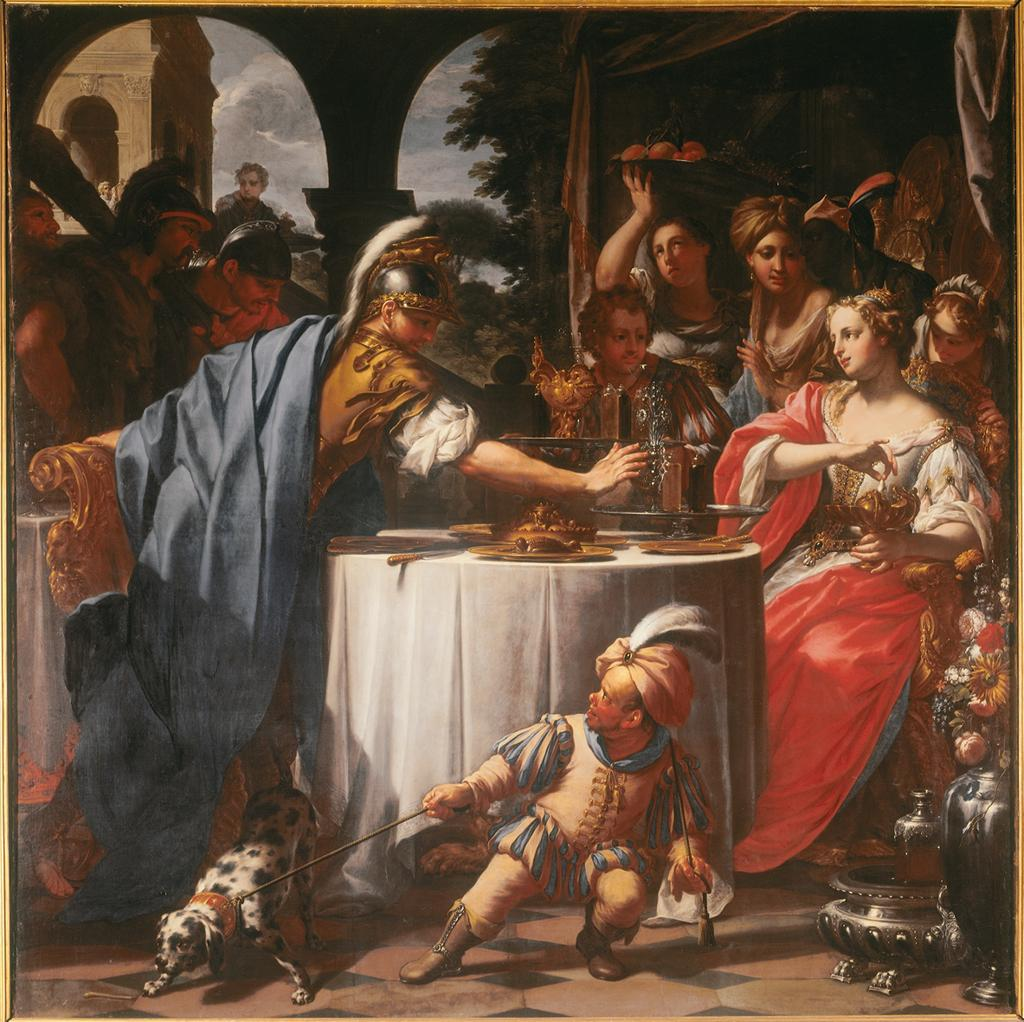
Festino di Marcantonio e Cleopatra, Francesco Trevisani

Al 1702 risultano pagati 300 scudi a Francesco Trevisani per il Festino di Marcantonio e Cleopatra, pittore che entrò in contatti con Fabrizio probabilmente per intermediazione del suo protettore, il cardinale Ottoboni; qualche anno prima fu invece acquistata una Madonna con un santo vescovo di Carlo Maratta (andata perduta), artista in voga nell'ambiente papale di Clemente XI, mentre al 1702 e al 1706 furono commissionate una Morte di Marcantonio (pagata 40 scudi) e una Morte di Cleopatra (pagata 50 scudi) entrambe a Domenico Maria Muratori. Di quest'ultimo pittore figuravano anche quattro ovali con scene di Baccanali (oggi non pervenuti) e numerose altre opere vendute al cardinale direttamente dal Muratori tra il 1702 e il 1714, quando questi si riconvertì in mercante d'arte. Della cerchia marattiana invece risultavano collocate nella Galleria grande anche le tele del Bacco, di Pier Francesco Mola, della Flora del Cignani e della Cerere di Giuseppe Chiari, probabilmente da identificare come allegorie delle stagioni rispettivamente dell'autunno, della primavera e dell'estate.
I dipinti di matrice classicista, circa una quarantina, facenti parte delle aggiunte di Fabrizio furono collocate in ambienti del palazzo costituenti la cosiddetta Galleria piccola, realizzata a seguito dei lavori finanziati dal fratello Bernardino, che si andava quindi ad aggiungere a quella grande voluta da in origine dal prozio, il cardinale Bernardino Spada.

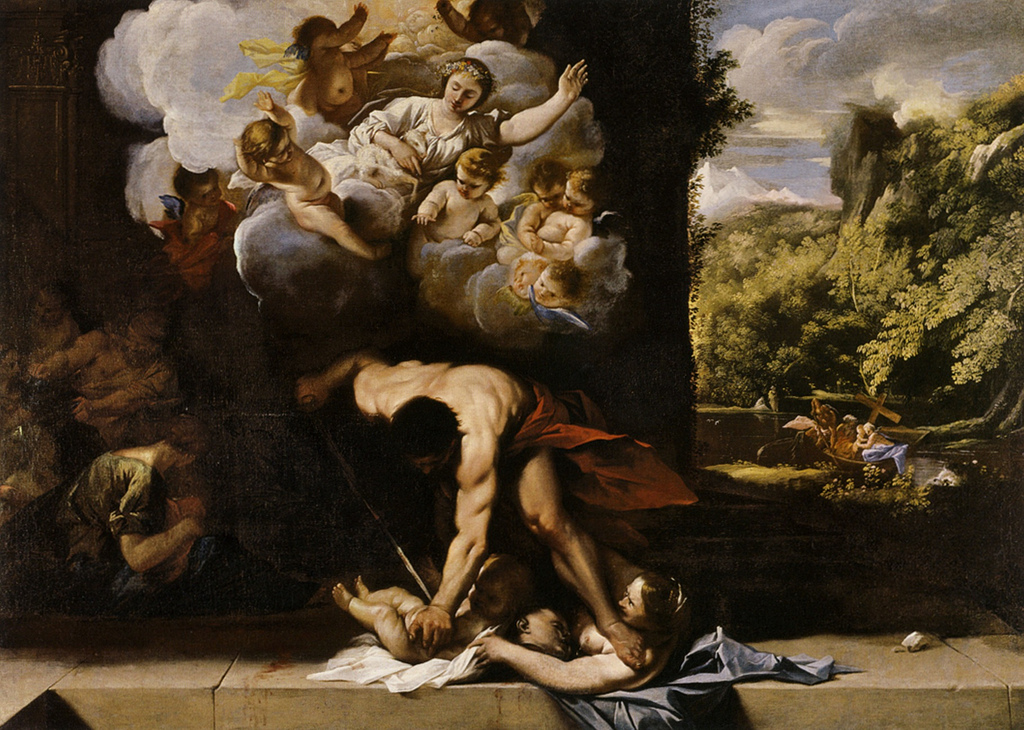
Allegoria della Strage degli innocenti, Pietro Testa

Entrarono nella collezione Spada anche una serie di pitture paesaggiste commissionate o acquistate direttamente da Fabrizio, come due di Claude Lorrain, una con San Filippo che battezza l'eunuco e una con l'Apparizione di Cristo alla Maddalena (rispettivamente del 1678 e 1681), il Saccheggio di un villaggio di Pieter Snayers e il Sacrificio d'Ifigenia di Pietro Testa, di cui il cardinale possedeva anche l'Allegoria della Strage degli innocenti, due Paesaggi e due scene di Battaglie da ascrivere a Salvator Rosa, altre due Battaglie del Borgognone, e infine altre svariate scene di rovine di Viviano Codazzi.
Altre numerose opere pervennero tramite acquisti effettuati da Fabrizio nel 1699 e nel 1701, di cui alla prima data si riferisce quello pagato 500 scudi per opere già della famiglia Corsi, mentre al secondo quello per 146 scudi di dieci pitture del defunto cardinale Casanatta. Non si ha certezza su quali opere giunsero nella collezione in queste circostanza, quelle facilmente identificabili sono il San Girolamo già assegnato a Jusepe de Ribera e oggi riconosciuto di Hendrick van Somer, l'Assalto nella foresta, quello al cascinale, la Sosta all'osteria e un Ritratto di Dama, quest'ultimo di Pieter van Laer (già assegnati a Scipione Pulzone negli inventari Casannata e poi a Sofonisba Anguissola in quelli Spada).

### La collezione sotto Clemente Spada Veralli e l'estinzione del ramo familiare di Roma

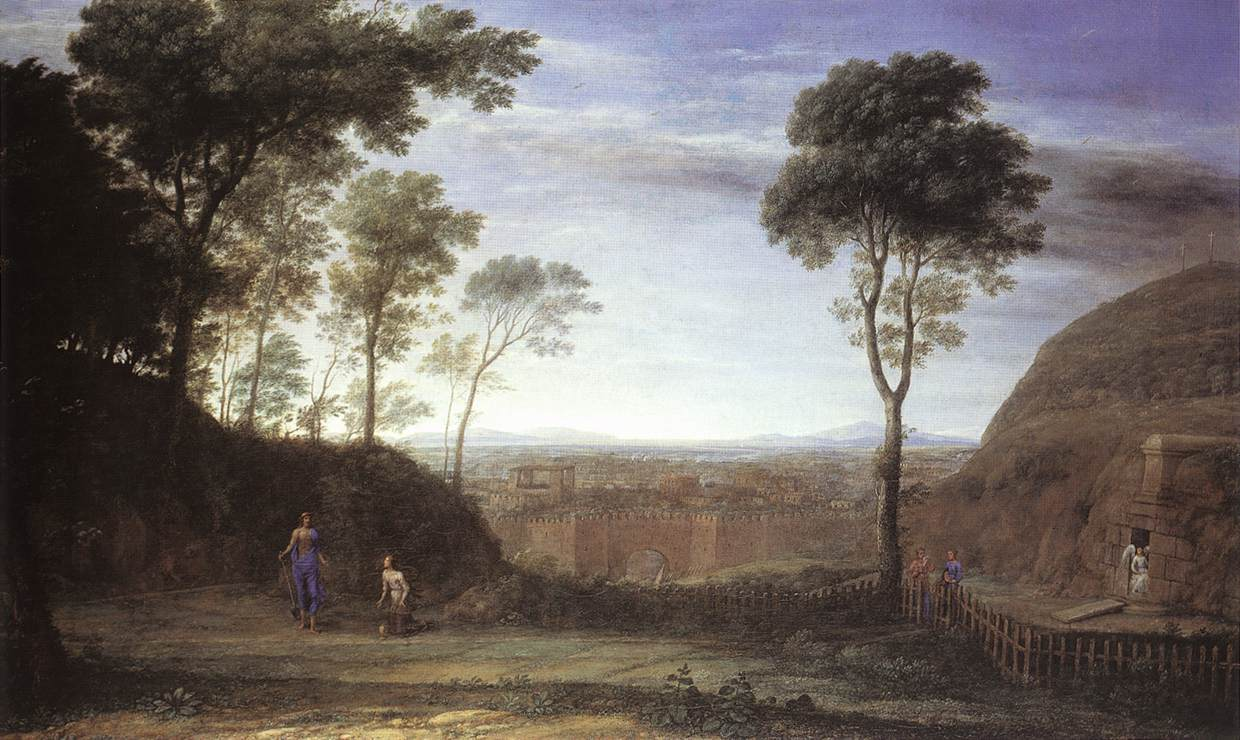
Paesaggio con l'Apparizione di Cristo alla Maddalena, Claude Lorrain

Clemente fu un modesto collezionista: le sue commesse più note riguardano quelle avanzate già nel 1710 a Christian Reder, che fu chiamato alla realizzazione di diverse opere con scene di battaglia, oggi tutte disperse tranne una, che è nella Galleria Spada. Col suo insediamento si occupò principalmente del completamento dei lavori a palazzo Spada avviati già dal padre anni addietro.
Nel 1740 fu apposto lo stemma della famiglia Spada sul centro della facciata del palazzo, in sostituzione di uno preesistente di Urbano VIII Barberini. L'anno successivo acquistò un busto dorato ritraente lo zio Fabrizio Spada, opera di Lorenzo Ottoni. Sempre in memoria dello zio cardinale, nel 1754 Clemente commissionò a Sebastiano Ceccarini un ritratto postumo a figura intera «per accompagnare l'altro di Guido» (in riferimento a quello di Bernardino Spada).
Altre opere entrarono con la dote della moglie Maria Pulcheria Rocci, sposata nel 1700, tra cui una Marina di scuola fiamminga del XVII secolo, una Sacra Famiglia con san Giovannino attribuita a Giovanni Battista Castello, una lunga serie di ritratti di esponenti del casato Rocci (alcuni dei quali assegnati a Jacob Ferdinand Voet) e due cippi funerari del I-II secolo d.C..
Con Clemente alcune opere escono dalla collezione, come i due paesaggi di Claude Lorrain che finiranno a Northumberland in collezione privata (quello del San Filippo) e a Francoforte nel Städelsches Kunstinstitut (quello dell'Apparizione di Cristo alla Maddalena). Le dodici tele di Lazzaro Baldi con le altrettante storie dei Cesari vengono alienate sul finire del XVIII secolo e i primi del XIX.

### La collezione sotto Giuseppe Spada Veralli

#### Il trasferimento della collezione al ramo familiare di Faenza
Clemente morì senza eredi maschi nel 1759, pertanto con l'estinzione del ramo romano della famiglia la raccolta passò alla linea familiare di Faenza, che si trasferì per l'occasione a Roma, quindi, per volere testamentario dello stesso Clemente, a uno dei fratelli provenienti dalla discendenza di prime nozze di Paolo Spada, Giuseppe Niccolò (1752-1840). Vista l'età fanciullesca di Giuseppe al momento della successione, per volere di Clemente fu nominato un curatore dei beni di famiglia che tenesse in sospeso tutti i beni fino al compimento della maggiore età del nuovo erede.
Il primo pagamento che si registra a opera di Giuseppe Spada in ordine alla collezione si registra nel 1761, per una totale ricognizione di tutti i pezzi della raccolta, richiesta già l'anno prima da Clemente al pittore Salvatore Monosilio e allo scultore Bartolomeo Cavaceppi (l'inventario redatto infatti riporta la data del 1759). Nel 1761 furono inoltre commissionate al pittore Pietro Orta alcuni cicli di affreschi del palazzo (nella sala di Pompeo), mentre il grande stemma Spada Veralli dipinto sul soffitto avvenne da Filippo Sambaldi nel 1775; altri interventi ancora furono invece avviati dallo scultore e pittore Tommaso Sciacca.
Tutto il cantiere di restauro, che interessava anche i dipinti della collezione, fu voluto da Giuseppe in vista delle nozze che lo stesso stava per celebrare con Giacinta Ruspoli dei principi di Cerveteri, cosa che avvenne nel 1777 (anno in cui fu riconosciuto il principato di Castel Viscardo).
Gli ultimi pagamenti in riferimento ai lavori di restauro sono datati 1778; nel 1795 Giuseppe avviò invece i lavori di ristrutturazione della cappella di famiglia in Santa Maria in Vallicella. Ulteriori interventi sul palazzo vennero avviati ai primi dell'Ottocento, in occasione delle nozze del figlio di Giuseppe, Clemente, con la duchessa Marianna di Beaufort, celebrato a Vienna sul finire del 1807. A questa fase appartengono tutte le decorazioni neoclassiche presenti nel palazzo, come quelle della sala di Apollo.

#### Le dismissioni ottocentesche e Il fidecommesso post 1816
Alla fine del XVIII secolo con l'avvento delle truppe francesi e quindi della Repubblica romana, la situazione finanziaria e patrimoniale delle famiglie della nobiltà cittadina subì un duro colpo, costringendo molte di queste ad alienare coercitivamente (talvolta addirittura trafugate) pezzi delle loro ricchezze.
Anche la collezione Spada quindi fu interessata da questo fenomeno di dispersione delle opere d'arte. L'unica opera d'arte certificata che entrò a far parte della collezione fu il Ritratto del cardinale Benedetto Naro (tutt'oggi in Galleria) di Vincenzo Camuccini, commissionato da Alessandro Spada (cardinale figlio di Giuseppe, che con ogni probabilità richiese il dipinto a mo' di omaggio del cardinale che lo aveva confermato vicario della chiesa di Santa Maria Maggiore, di cui il Naro era arciprete).
Giuseppe, che intanto si era trasferito a Bologna con la moglie già dal 1802, presso palazzo Zagnoni, per ovviare a questo problema istituì dopo il 1816 un fidecommesso che consentiva la collezione di essere tutelata in base alla legge Pacca. Giuseppe Spada morì nel 1840, la collezione passò dunque al figlio Clemente (1788-1866).

### La collezione sotto Clemente Spada Veralli

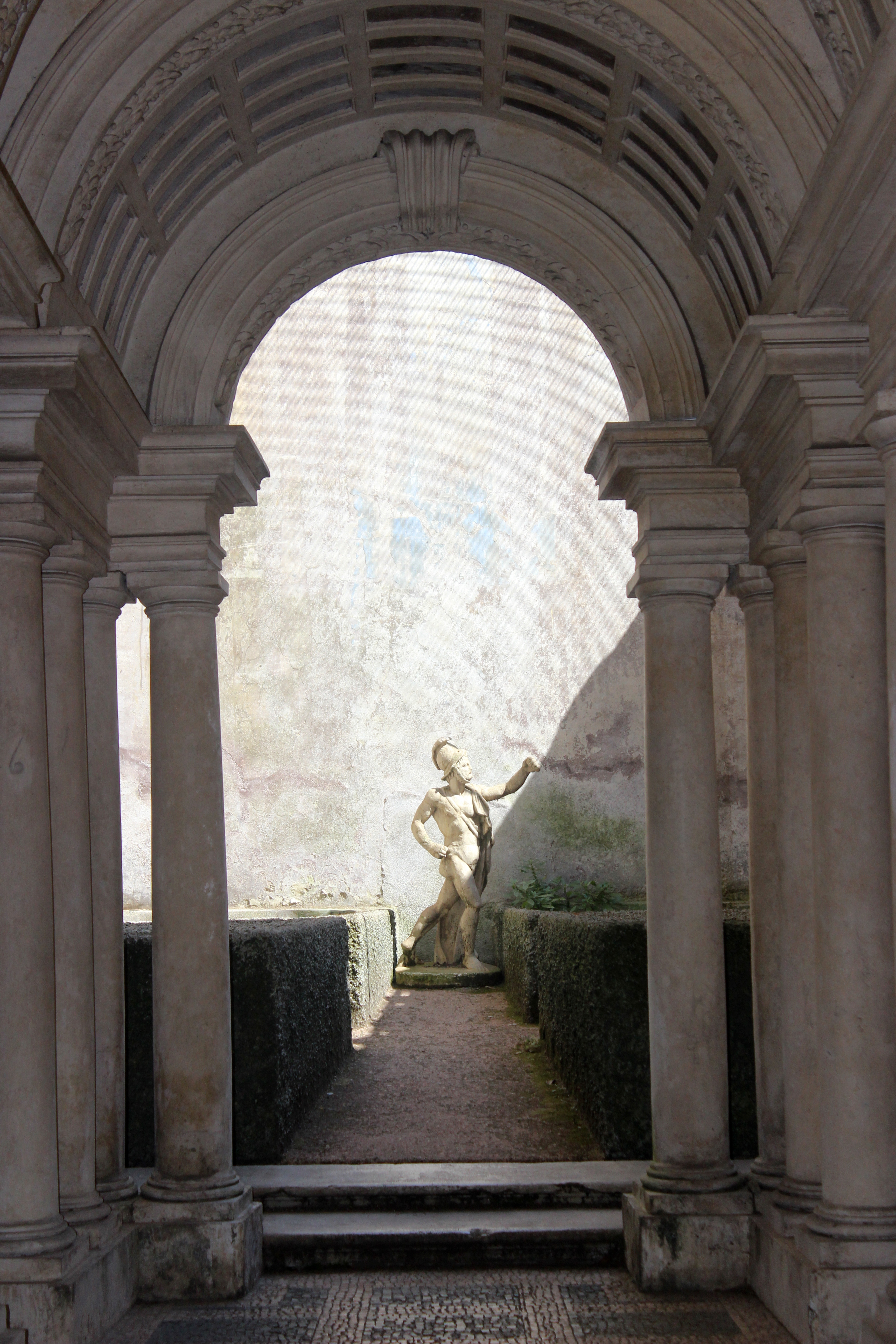
La statua di guerriero che fu aggiunta per volere del principe Clemente Spada sul fondo della Galleria prospettica del Borromini

Verso la metà del XIX secolo Clemente Spada si occupò di aggiungere la statua (alta solo 60 cm) di un guerriero sul fondo della Galleria prospettica del Borromini. Tuttavia il compito più importante il principe lo assolse con l'apporto che diede nel 1862, qualche anno prima di morire, estendendo il fidecommesso istituito dal padre, che in origine riguardava "solo" quattro sale del piano nobile del palazzo più altre due al pian terreno contenenti opere scultoree: in questa circostanza infatti si aggiunse al catalogo un'appendice contenente un elenco dettagliato e completo di tutti i dipinti e le sculture presenti nel palazzo di Roma, comprensiva anche di una stima in termini economici delle opere.
Nonostante il fidecommesso diverse furono le opere di cui si persero traccia, tra queste vi erano: il Tempo che scopre la Veirtà del Romanelli (che nell'inventario di Fabrizio Spada risultava assegnato a Michelangelo Ricciolini), una Battaglia del Borgognone, il Ritorno del figliol prodigo del Bassano, il Baccanale di Venere di Francesco Albani, due Paesaggi di Gaspard Dughet, un piccolo quadro in rame sull'Adorazione dei pastori dei Carracci, un acquerello del Guercino riprendente Gesù beffeggiato, di cui anche la Santa Lucia, diverse opere di Lazzaro Baldi, altre dei Bassano, due Paesaggi marini di Giuseppe Vernet e numerose altre.
Clemente morì nel 1866; negli anni successivi la collezione perderà altri pezzi nel corso del passaggio di eredi in eredi

### L'acquisto della collezione da parte dello Stato italiano
Nel 1889 un'ala del palazzo Spada (all'epoca di proprietà di Giovanni Potenziani, nato Grabinski, e della moglie la principessa romana Maria Luisa Isabella Spada Veralli, ultima erede del casato) viene presa in affitto dallo Stato italiano e destinata ad ospitare il Consiglio di Stato, che proprio quell'anno aveva ottenuto il riconoscimento delle funzioni giurisdizionali già abolite nel 1865.

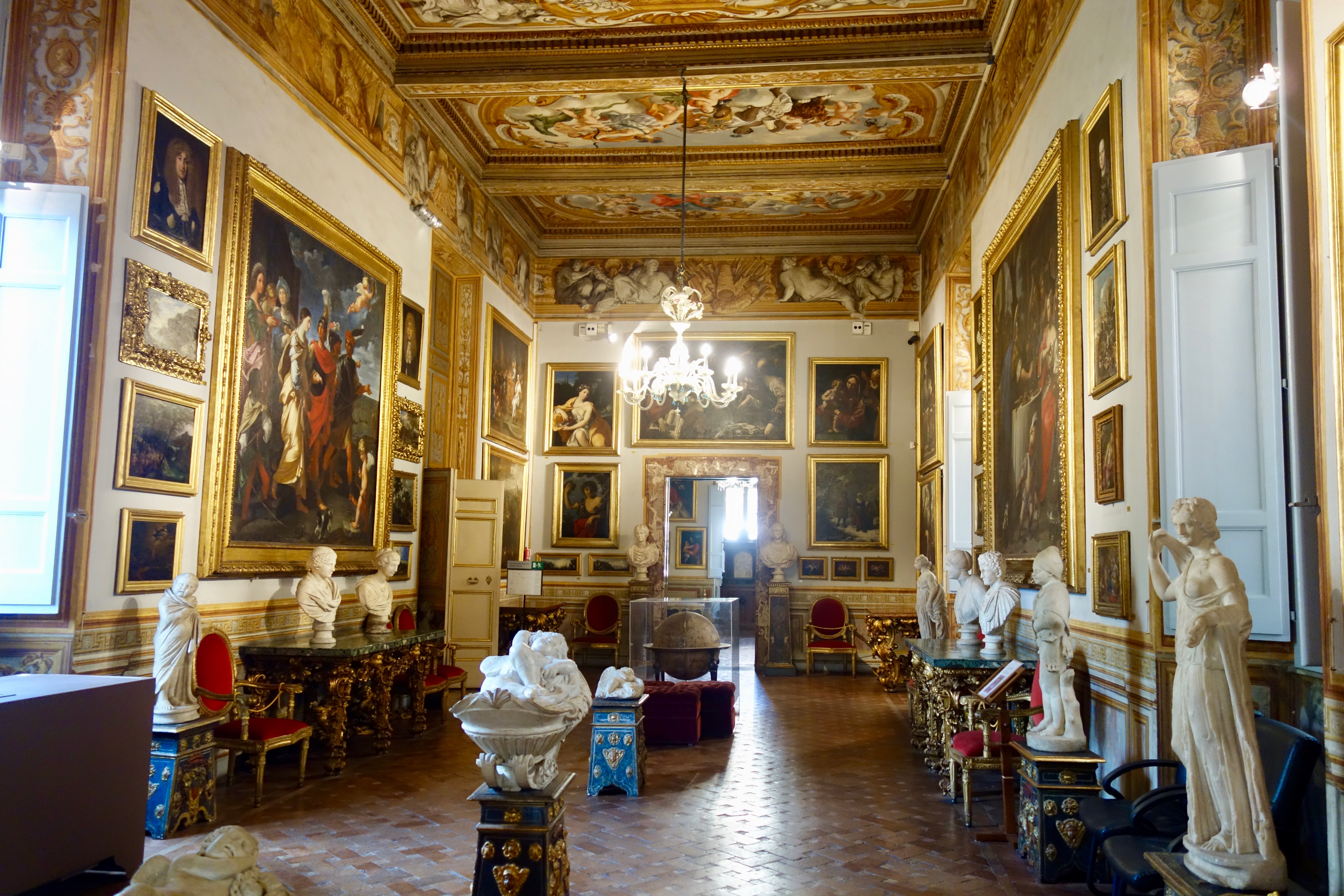
Scorcio di una sala della Galleria Spada

Nel 1926 lo Stato acquista dagli eredi Potenziani, di cui il principe Ludovico, sia il palazzo Spada di Roma che la collezione d'arte. Già qualche anno prima diverse opere che erano state precedentemente trafugate vengono rintracciate e reintegrate nella raccolta, tra cui sei delle dodici storie dei Cesari del Baldi.
Nel 1927 si costituisce il museo e quindi viene aperta al pubblico la Galleria Spada. Ulteriori opere si persero durante la seconda guerra mondiale, come la Madonna col Bambino e un angelo di Niccolò Tornioli che fu distrutta a seguito di un bombardamento dell'Ambasciata italiana a Berlino, dov'era conservato il dipinto.
Nonostante le disposizioni legali che tenevano unita la collezione, Federico Zeri denuncia nella seconda parte del XX secolo una ulteriore frammentazione della raccolta avvenuta tra il 1931 e il 1943 che ne minacciava il carattere originario della Galleria, dove diversi pezzi furono infatti trasferiti presso altri musei statali dislocati sul territorio (come il Museo di palazzo Venezia o quello di Bari) o presso le ambasciate d'Italia all'estero (su tutte quella a Berlino o ad Ankara), e quindi sostituiti da altre opere provenienti dai fondi Torlonia e Corsini.
Nel 1951 la Galleria Spada, dopo aver rischiato la chiusura definitiva per mancanza di opere, fu riorganizzata a seguito di un lavoro di indagine e reperimento di tutti i pezzi già trasferiti in depositi o in altri musei statali. Fu quindi ripristinato quel valore di piccola raccolta privata d'arte della Roma del Seicento-Settecento. Le opere che non hanno trovato spazio nella Galleria, anziché esser date in consegna a depositi o a magazzini "estranei", sono state collocate nelle sale del palazzo Spada occupate dal Consiglio di Stato.

## Elenco delle opere (non completo)

### Reperti di antichità

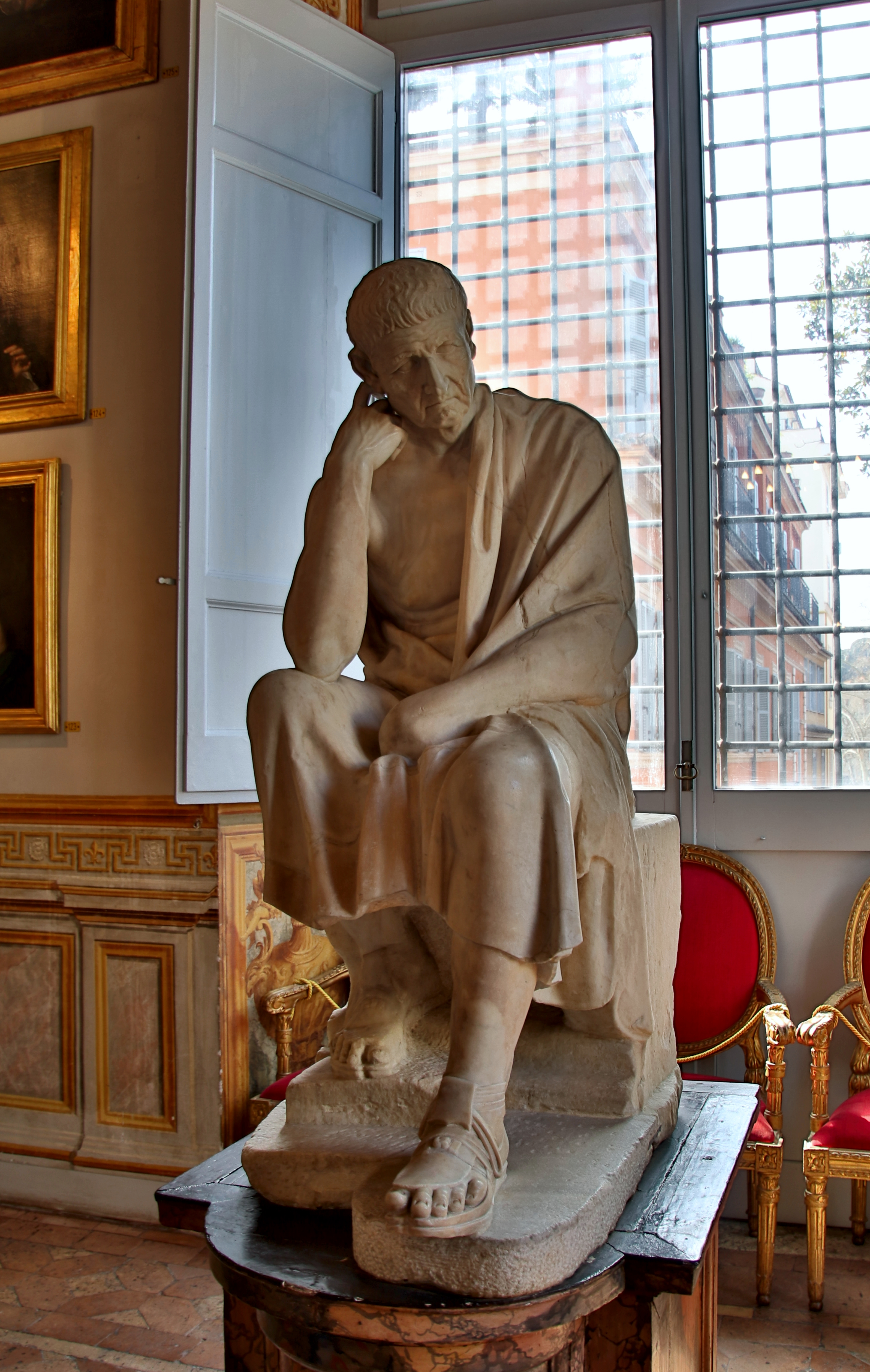
Filosofo seduto, marmo, I secolo a.C. - II secolo d.C.

- Afrodite, marmo, I secolo d.C., Galleria Spada, Roma
- Agrippa, marmo, ultimo quarto del I secolo a.C., Galleria Spada, Roma
- Altare da pozzo con rilievi neoattici, Galleria Spada, Roma
- Apollo, marmo bianco, II secolo d.C., Galleria Spada, Roma
- Bassorilievo con Anfione e Zeto, marmo, II secolo d. C., Galleria Spada, Roma, già in palazzo Colonna
- Bassorilievo con Bellerofonte abbevera Pegaso, marmo, II secolo d. C., Galleria Spada, Roma, già in palazzo Colonna
- Bassorilievo con Adone ferito, marmo, II secolo d. C., Galleria Spada, Roma, già in palazzo Colonna
- Bassorilievo con Diomede e Ulisse, marmo,  II secolo d. C., Galleria Spada, Roma, già in palazzo Colonna
- Bassorilievo con Paride e la Ninfa Enone, marmo, II secolo d. C., Galleria Spada, Roma, già in palazzo Colonna
- Bassorilievo con Issifile assiste alla morte di Ofelte, marmo, II secolo d. C., Galleria Spada, Roma, già in palazzo Colonna
- Bassorilievo con Paride e Eros, marmo, II secolo d. C., Galleria Spada, Roma, già in palazzo Colonna
- Bassorilievo con Dedalo e Pasifae, marmo, II secolo d. C., Galleria Spada, Roma, già in palazzo Colonna
- Bassorilievo con Perseo e Andromeda, calco della scultura ai Musei Capitolini, Galleria Spada, Roma
- Bassorilievo con Endimione, calco della scultura ai Musei Capitolini, Galleria Spada, Roma
- Busti di imperatori romani (vari), marmi antichi e pseudo antichi del XVII secolo, Galleria Spada, Roma
- Busto di Atleta, marmo, II secolo d.C., Galleria Spada, Roma
- Busto di Diana, marmo bianco, II secolo d.C. (con rifacimenti del XVII secolo), Galleria Spada, Roma
- Busto di Flora, marmo, II secolo d.C., Galleria Spada, Roma
- Cippo funerario Aequisia Martina, marmo, I-II secolo d.C., Galleria Spada, Roma
- Cippo funerario T. Claudia Faustinus, marmo, I-II secolo d.C., Galleria Spada, Roma
- Cupido, marmo, II secolo d.C., Galleria Spada, Roma
- Dea dell'Aria, marmo, II-III secolo d.C., Galleria Spada, Roma
- Diana cacciatrice, marmo, II secolo d.C., Galleria Spada, Roma
- Ercole, marmo lunense, II-III secolo d.C., Galleria Spada, Roma
- Faustina maggiore, marmo bianco, II secolo d.C., Galleria Spada, Roma
- Faustina minore, marmo bianco, II secolo d.C., Galleria Spada, Roma
- Filosofo seduto, marmo, I secolo a.C. - II secolo d.C., Galleria Spada, Roma
- Putto ammantato, marmo, II secolo d.C., Galleria Spada, Roma
- Putto con la pelle di leone, marmo, I secolo d.C., Galleria Spada, Roma
- Putto su cavallo marino, marmo bianco, II secolo d.C., Galleria Spada, Roma
- Ritratto di fanciullo (vari), marmo bianco, dalla seconda metà del I secolo d.C. al IV secolo d.C., Galleria Spada, Roma
- Ritratto femminile (vari), marmo bianco, dalla seconda metà del I secolo d.C. al IV secolo d.C., Galleria Spada, Roma
- Sarcofago romano, marmo, III secolo d.C., Galleria Spada, Roma
- Trapezofori figurati (×2), marmo bianco e marmo africano, II secolo d.C., Galleria Spada, Roma
- Trapezoforo con altorilievi di un Satiro e della Vittoria alata, marmo, I secolo d.C., Galleria Spada, Roma

### Dipinti e sculture

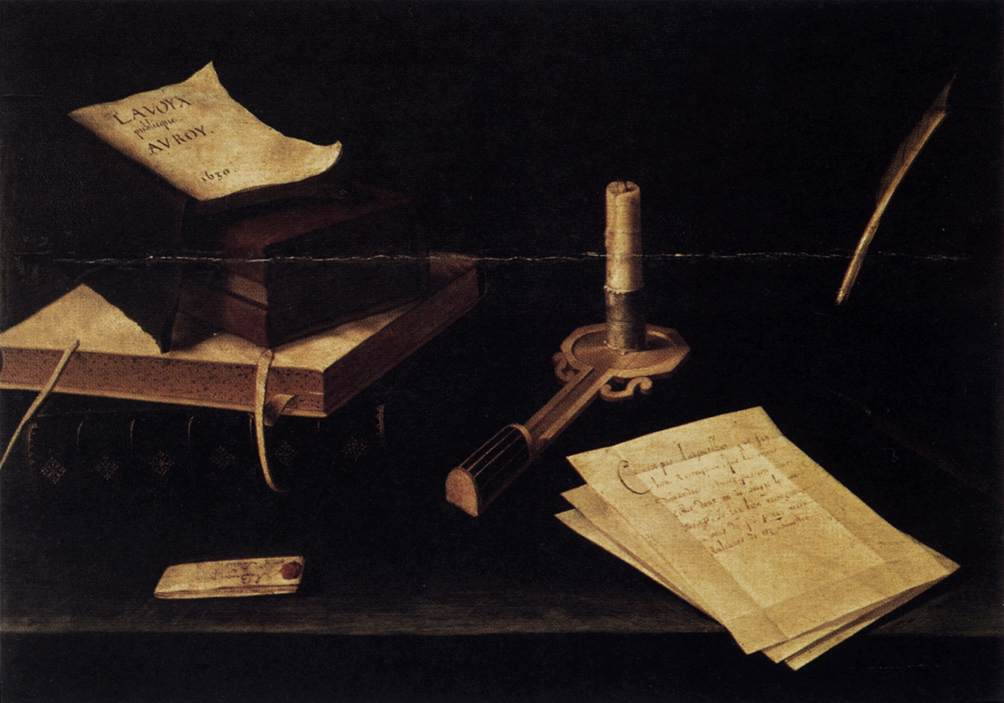
Natura morta con candela, Lubin Baugin

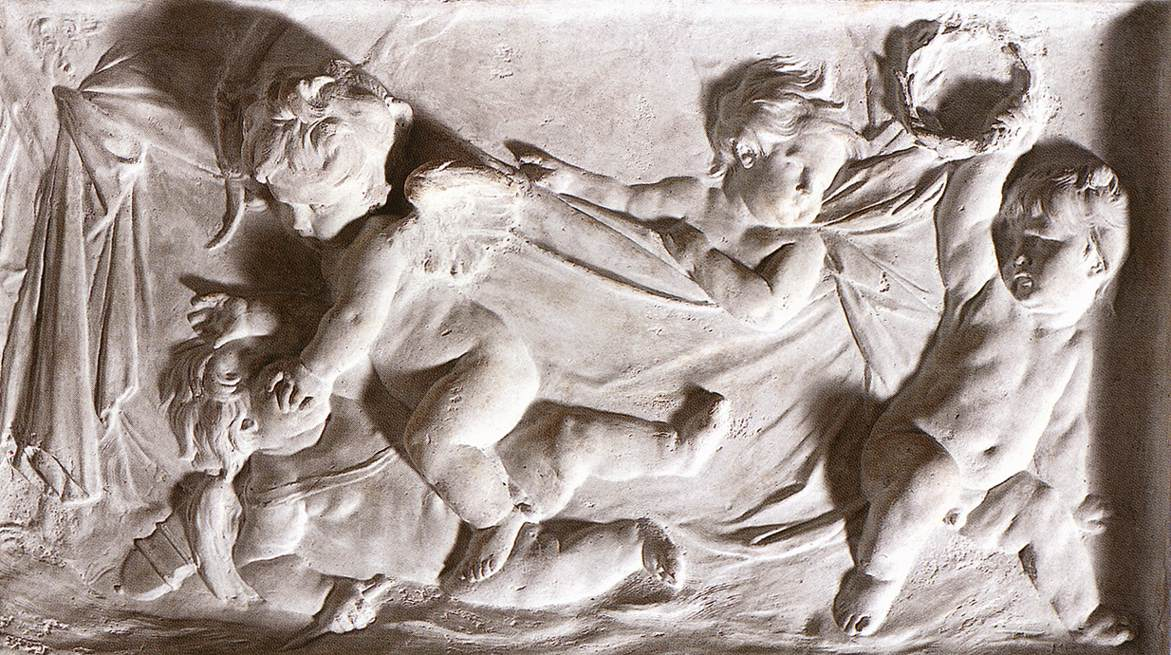
Altorilievo con l'Amor sacro e l'Amor profano, Francois Duquesnoy

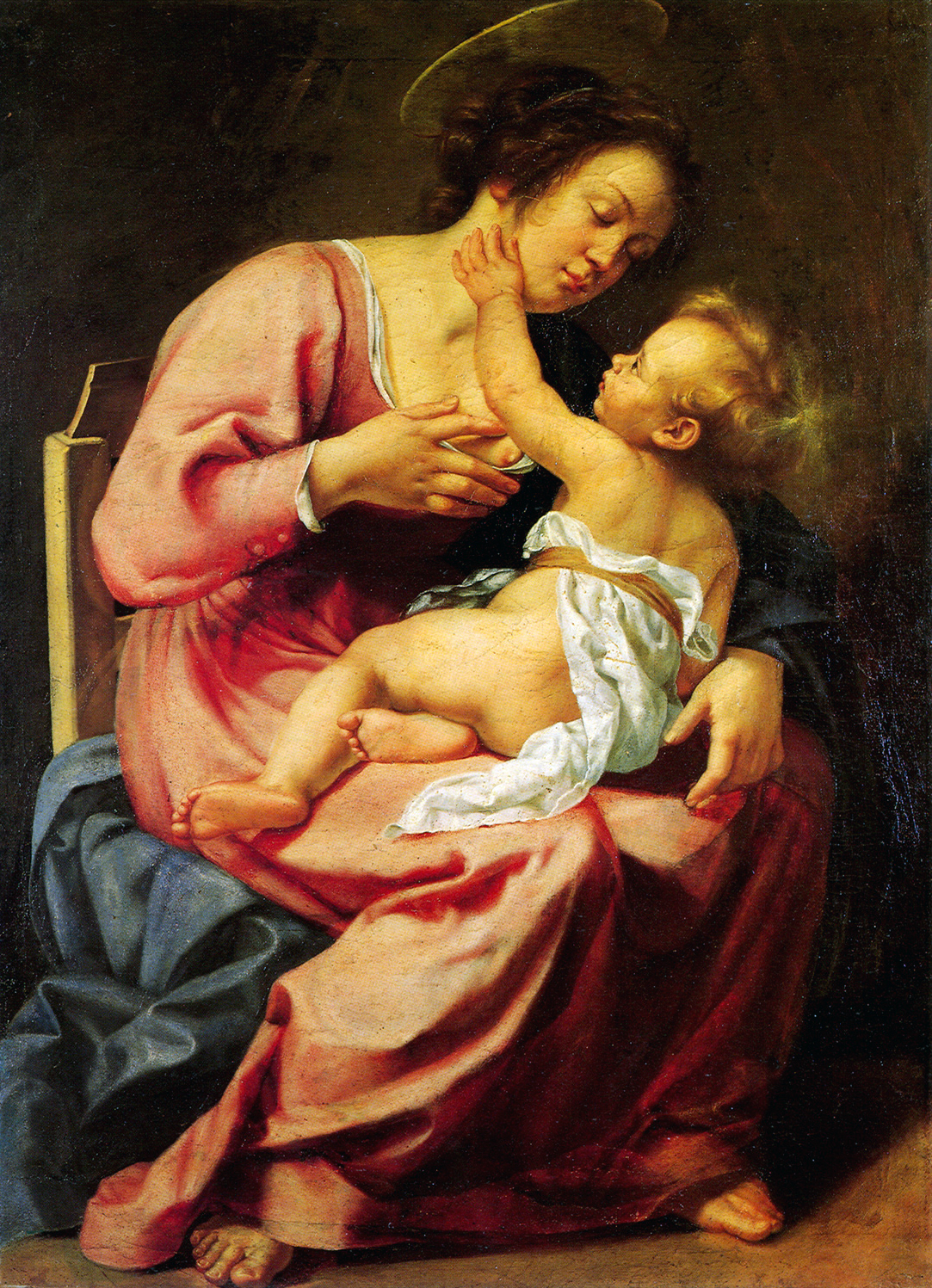
Madonna col Bambino, Artemisia Gentileschi

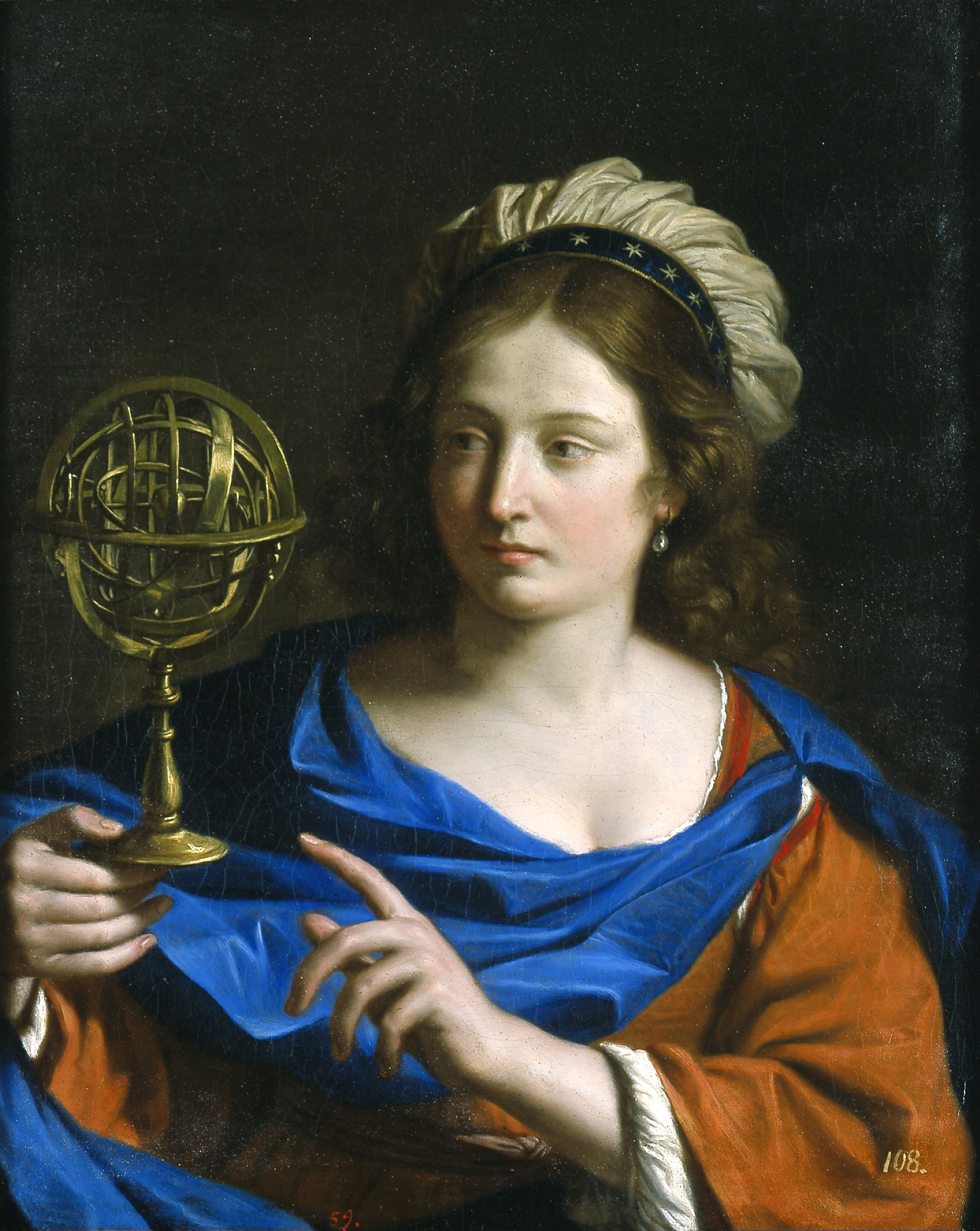
L'Astrologia, Guercino

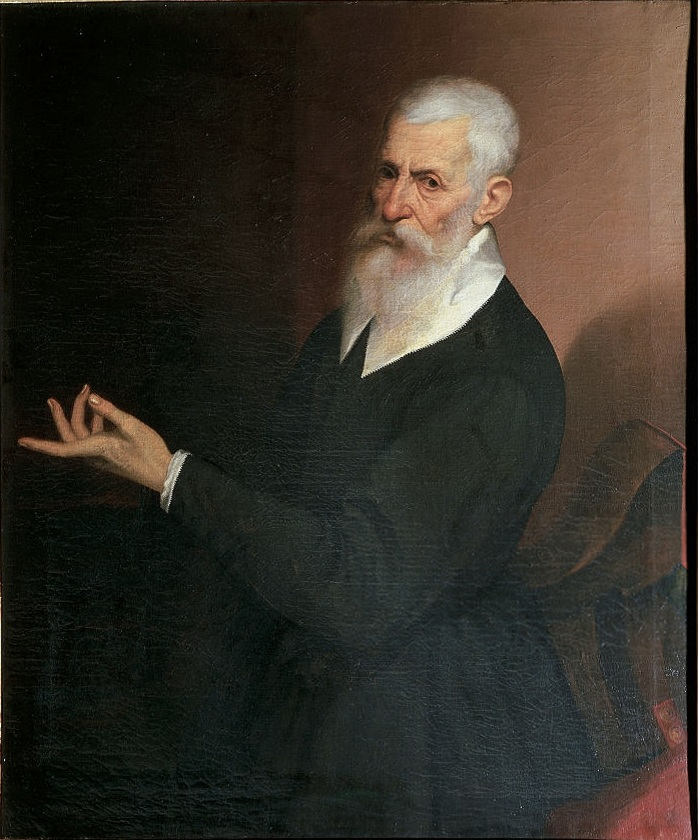
Ritratto di uomo anziano, Bartolomeo Passarotti

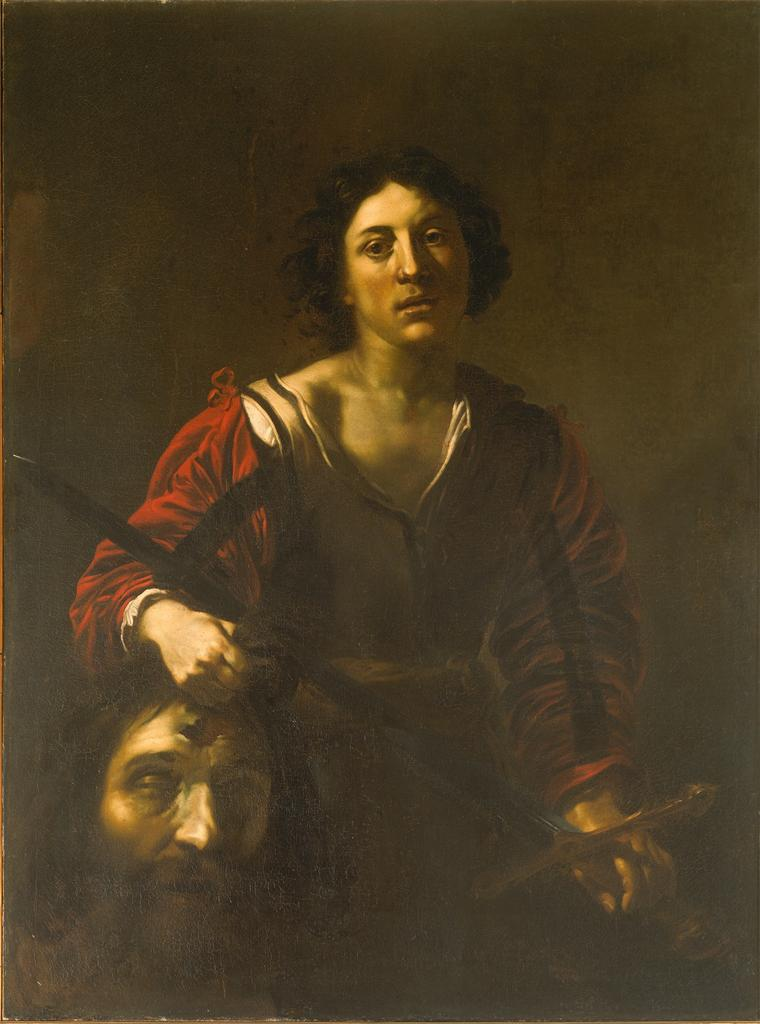
David con la testa di Golia, Nicolas Regnier

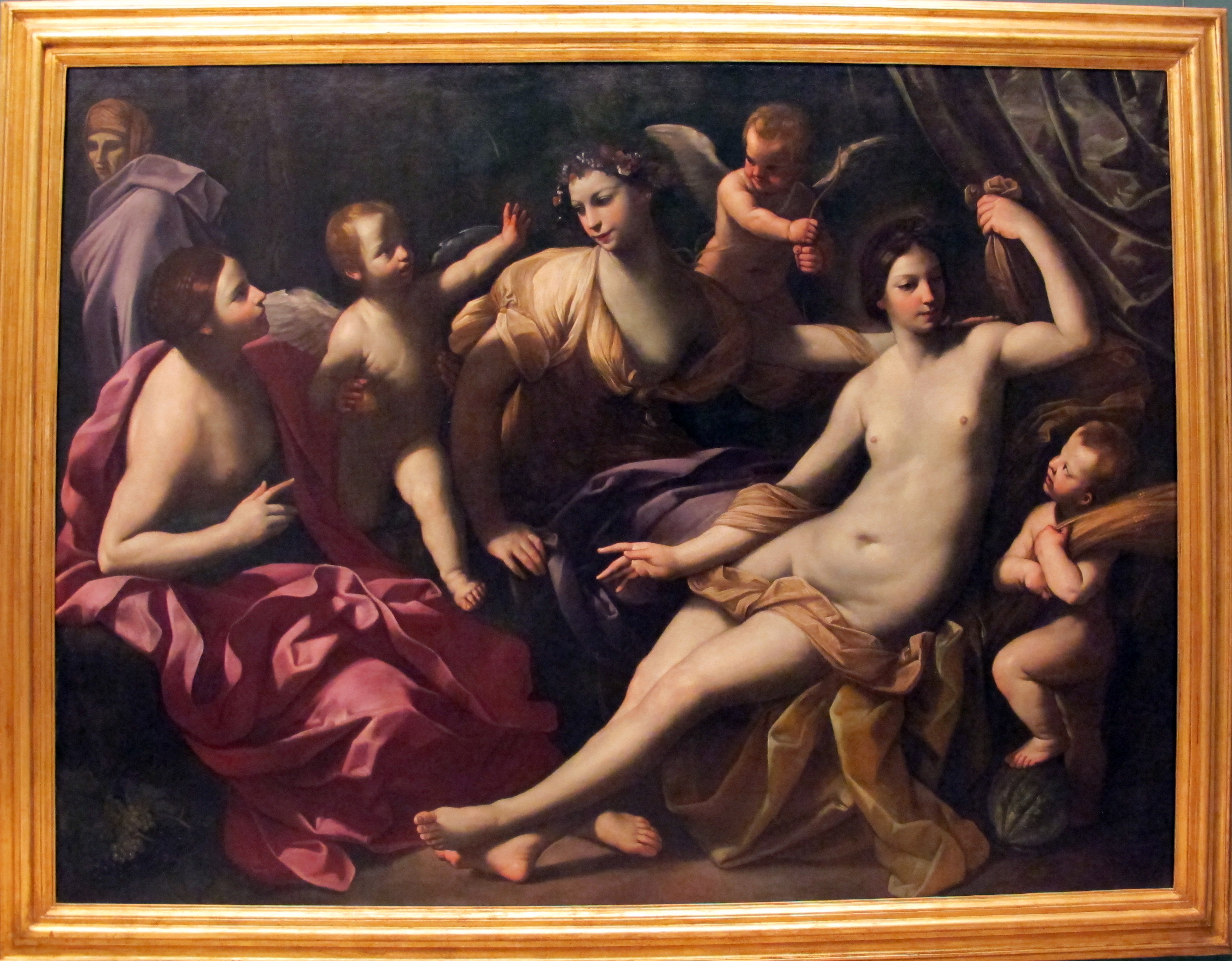
Allegoria delle Quattro stagioni, Guido Reni

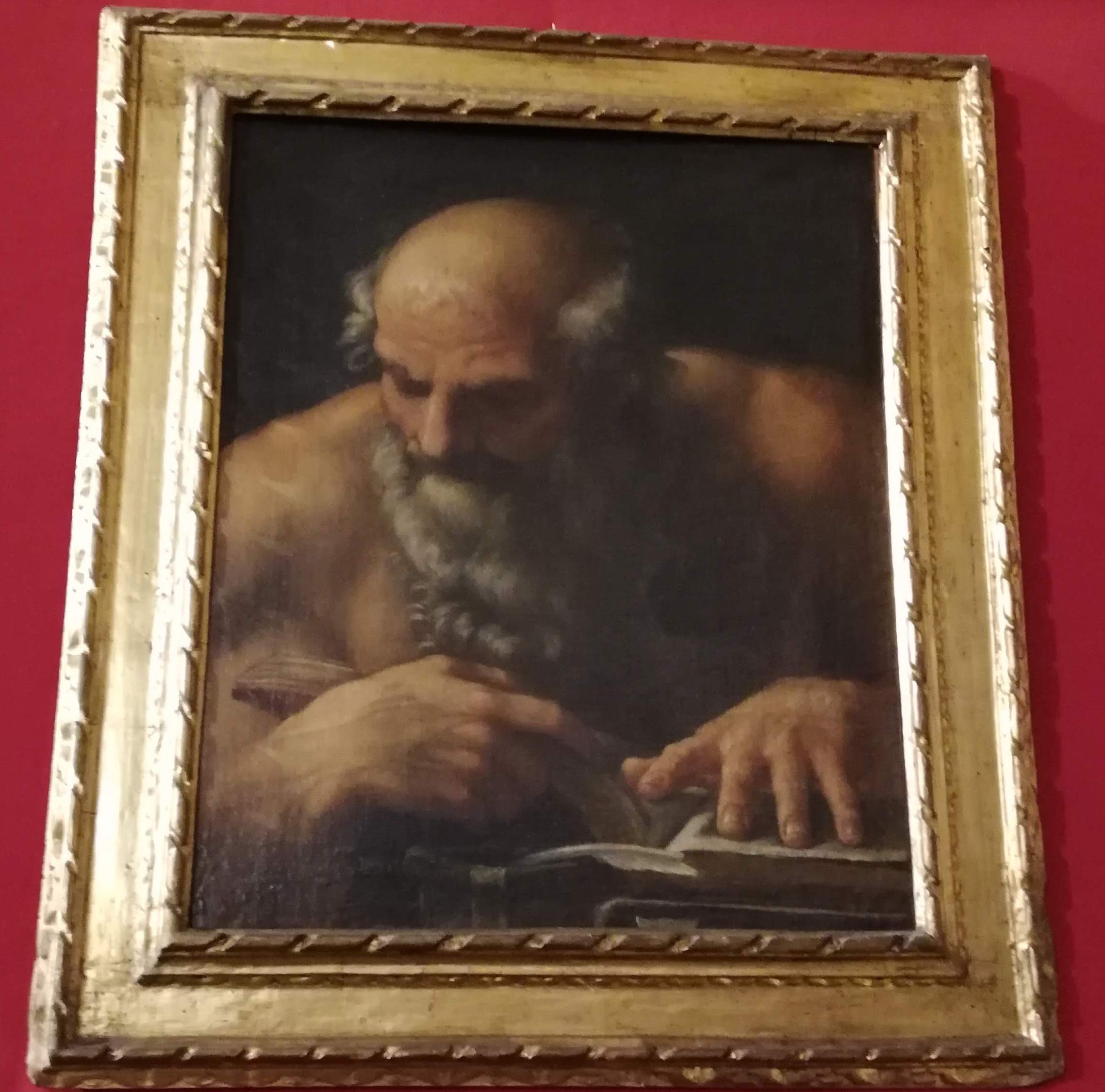
San Girolamo, Guido Reni

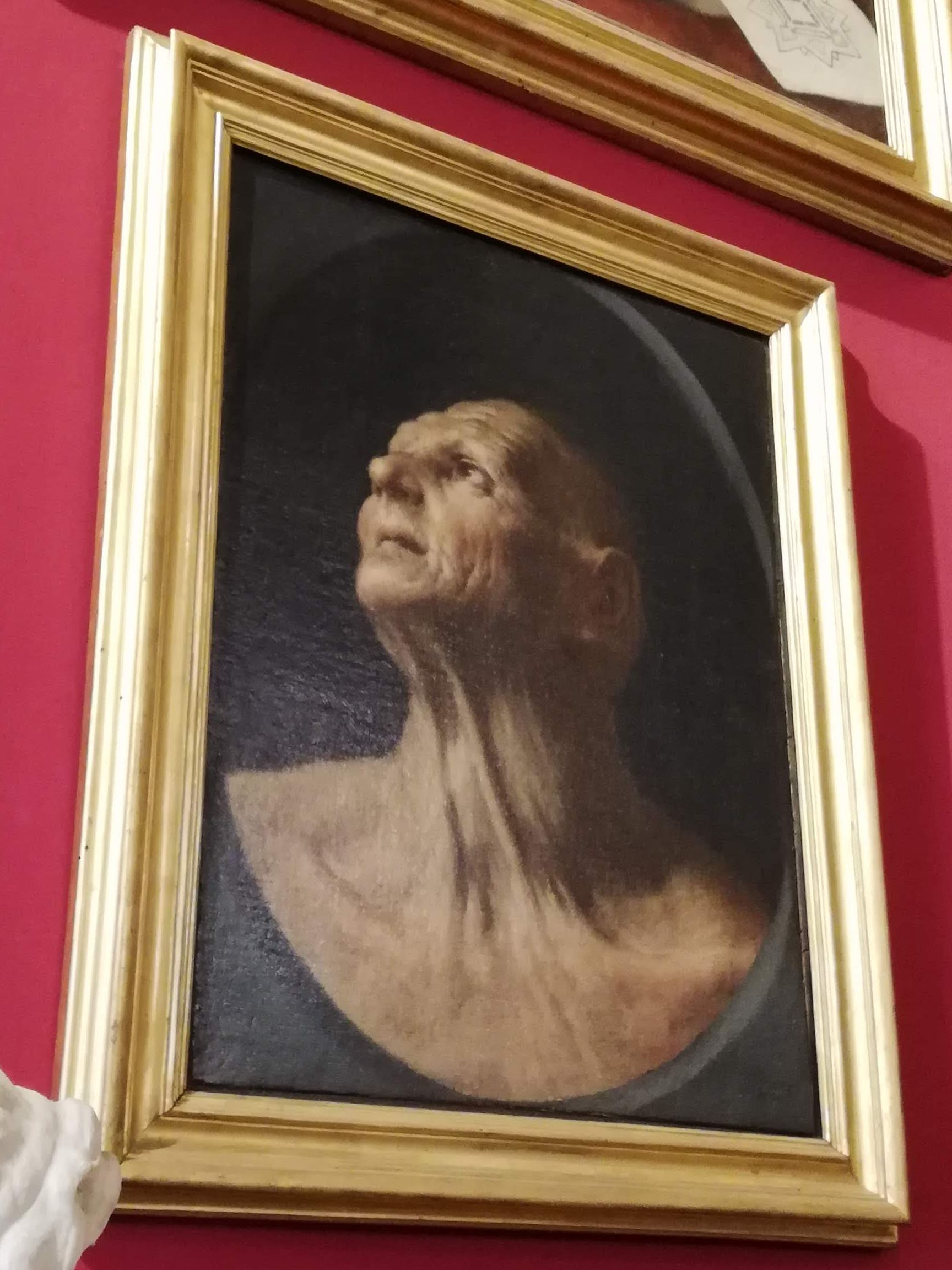
Schiavo di Ripa Grande, Guido Reni

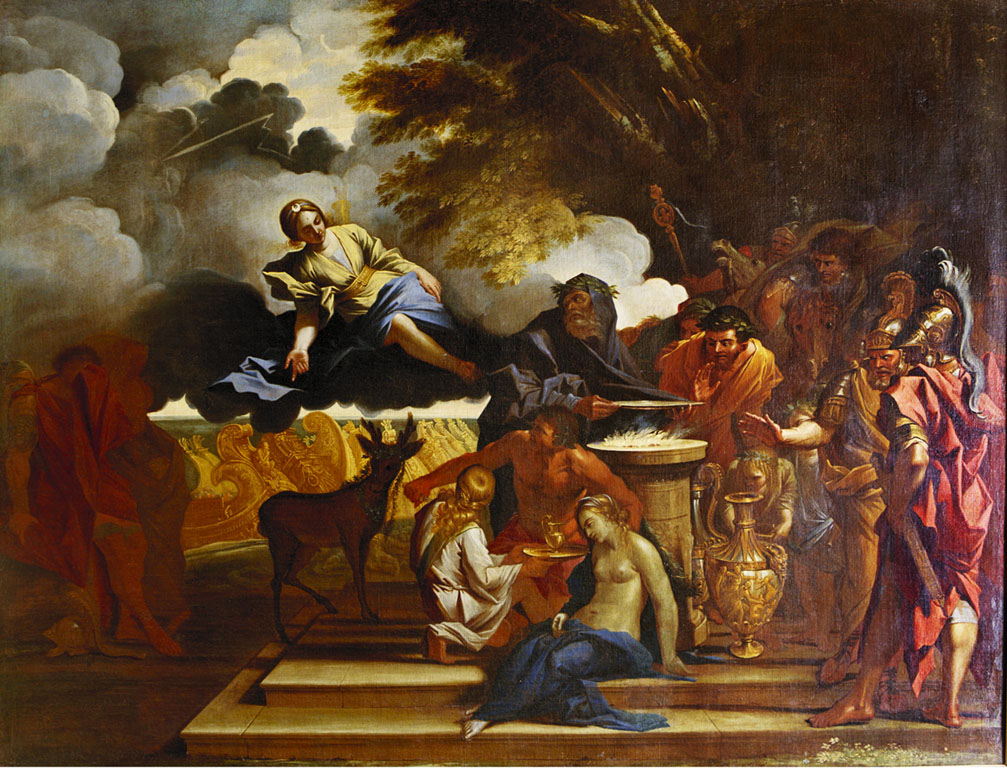
Sacrificio d'Ifigenia, Pietro Testa

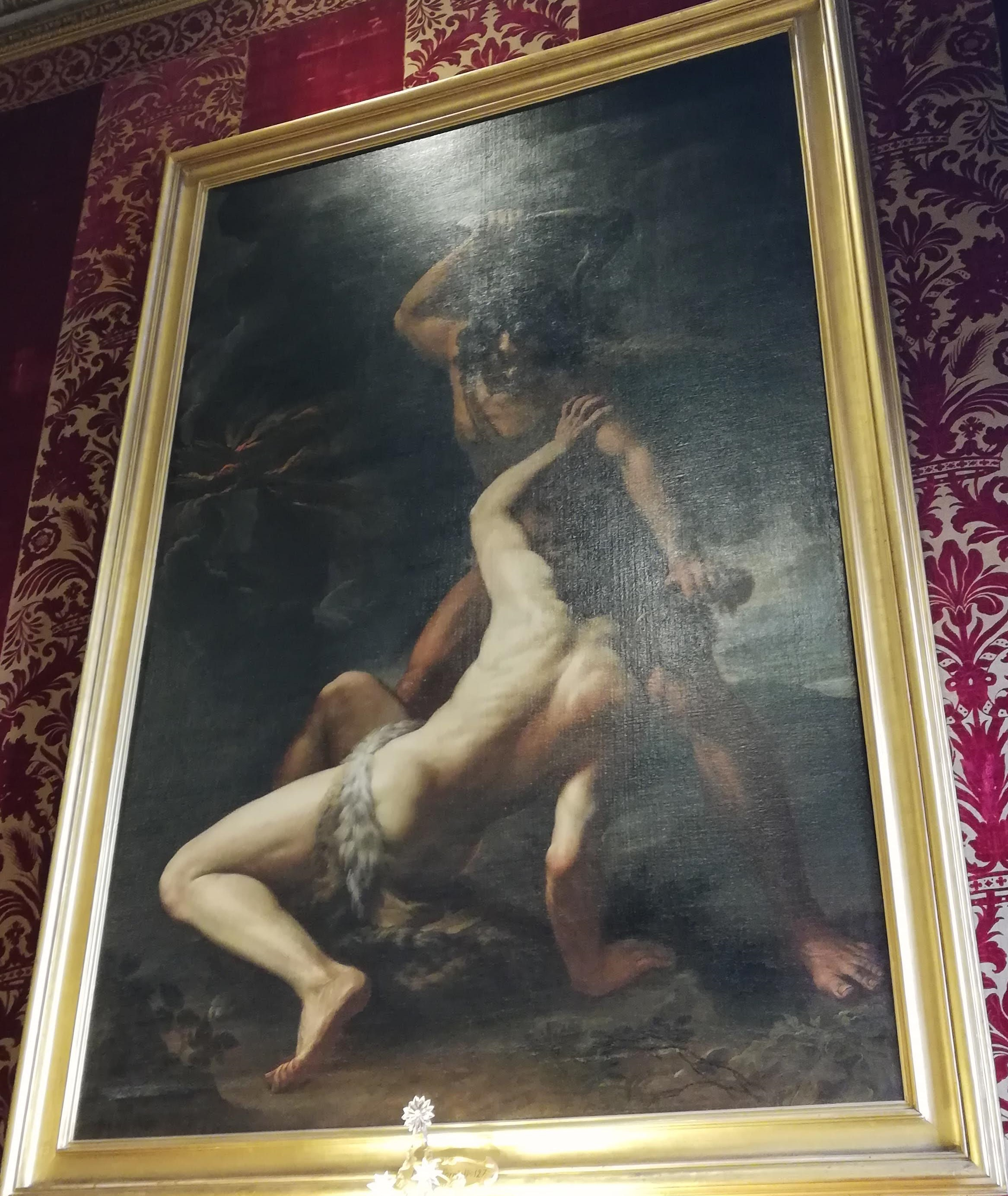
Caino e Abele, Niccolò Tornioli (versione alla Galleria Doria Pamphilj di Roma)

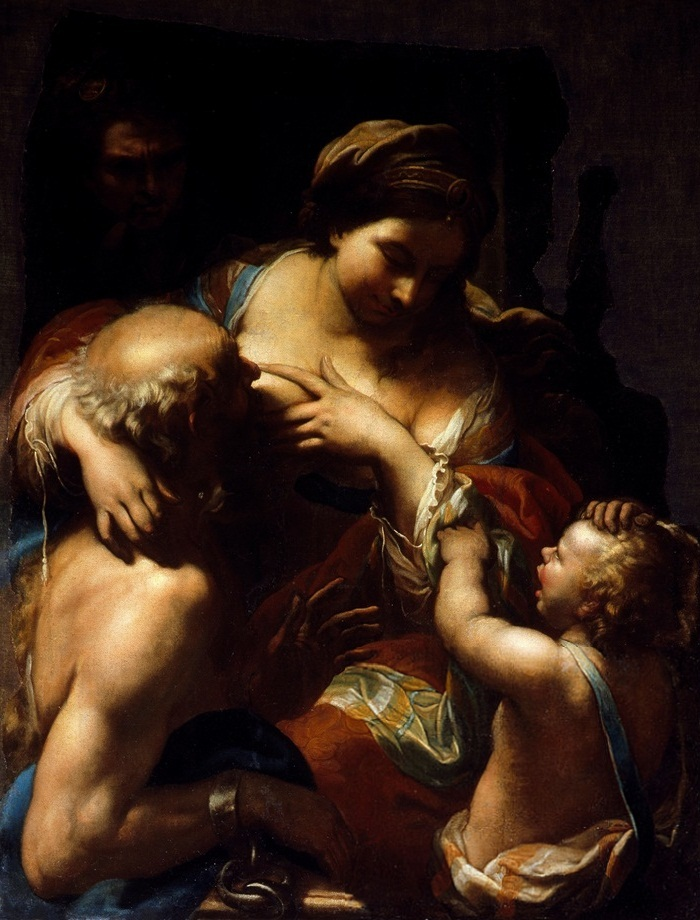
Carità romana, Niccolò Tornioli

- Francesco Albani, Madonna col Bambino, confluito nella collezione Chigi per donazione di Virgilio Spada a Mario Chigi (non rintracciabile)
- Francesco Albani, Ritratto di Camilla Fantuzzi, 1632, (non rintracciabile)
- Alessandro Algardi, Il Sonno, marmo bianco, replica della versione in marmo nero in Galleria Borghese, Galleria Spada, Roma
- Baldassarre Aloisi, Ritratto di Urbano VIII, Galleria Spada, Roma
- Anonimo, Paesaggio con san Girolamo, Galleria Spada, Roma
- Anonimo, Paesaggio con san Francesco, Galleria Spada, Roma
- Anonimo, Ritratto del cardinale Girolamo Veralli, Galleria Spada, Roma
- Anonimo, Assalto nella foresta, Galleria Spada, Roma
- Anonimo, Assalto al cascinale, Galleria Spada, Roma
- Anonimo, Sosta all'osteria, Galleria Spada, Roma
- Baciccio, Bozzetto della volta della chiesa del Gesù, Galleria Spada, Roma
- Baciccio, Cristo e la samaritana, Galleria Spada, Roma
- Baciccio, Ritratto di Fabrizio Spada, (oggi non rintracciato)
- Giovanni Baglione, Santi Pietro e Paolo, Galleria Spada, Roma
- Lazzaro Baldi, Nascita di Cristo (bozzetto), (oggi non rintracciato)
- Lazzaro Baldi, Nascita della Maddalena (bozzetto), (oggi non rintracciato)
- Lazzaro Baldi, Salomone che adora gli idoli, Galleria Spada, Roma
- Lazzaro Baldi, Storie dei dodici Cesari (×12 tele), sei in Galleria Spada, Roma
- Jacopo Bassano, Ritratto di uomo con libro in mano, Galleria Spada, Roma
- Lubin Baugin, Natura morta con candela, Galleria Spada, Roma
- Gian Lorenzo Bernini (attribuito a), Busto di Urbano VIII, marmo, 1637-1644, Galleria Spada, Roma
- Orazio Borgianni, Cristo morto, Galleria Spada, Roma
- Borgognone, Battaglia, Galleria Spada, Roma
- Borgognone, Battaglia, Galleria Spada, Roma
- Orsola Maddalena Caccia, San Francesco in estasi, Galleria Spada, Roma
- Giacinto Campana (con interventi di Guido Reni), Ratto di Elena, copia del dipinto di Guido Reni oggi al Louvre di Parigi, Galleria Spada, Roma
- Vincenzo Camuccini, Ritratto del cardinale Benedetto Naro, Galleria Spada, Roma
- Bartolomeo Cavarozzi, Madonna col Bambino, Galleria Spada, Roma
- Sebastiano Ceccarini, Ritratto del cardinale Fabrizio Spada, Galleria Spada, Roma
- Michelangelo Cerquozzi, Bambocciata con abbeveratoio, Galleria Spada, Roma
- Michelangelo Cerquozzi, Bambocciata con viandante, Galleria Spada, Roma
- Gian Domenico Cerrini, Madonna e san Pietro, Galleria Spada, Roma
- Gian Domenico Cerrini, David, Galleria Spada, Roma
- Giuseppe Bartolomeo Chiari, Latona, Galleria Spada, Roma
- Giuseppe Bartolomeo Chiari, Bacco e Mercurio, Galleria Spada, Roma
- Giuseppe Bartolomeo Chiari, Apollo e Dafne, Galleria Spada, Roma
- Giuseppe Bartolomeo Chiari, Bacco e Arianna, Galleria Spada, Roma
- Giuseppe Bartolomeo Chiari, Cerere, Galleria Spada, Roma
- Carlo Cignani, Flora, Galleria Spada, Roma
- Gaspard Dughet, Battaglia con paesaggio, (perduto)
- Francois Duquesnoy, Altorilievo con l'Amor sacro e l'Amor profano, marmo, Galleria Spada, Roma
- Ercole Ferrata (attribuito alla cerchia di), Busto di Paolo Spada, marmo, Galleria Spada, Roma
- Ercole Ferrata (attribuito alla cerchia di), Busto di Orazio Spada senior, marmo, Galleria Spada, Roma
- Ercole Ferrata (attribuito alla cerchia di), Busto di Bernardino, marmo, Galleria Spada, Roma
- Ercole Ferrata (attribuito alla cerchia di), Busto di Fabrizio Spada, marmo, Galleria Spada, Roma
- Ciro Ferri, Le Vestali, Galleria Spada, Roma
- Francesco Furini, Santa Lucia, Galleria Spada, Roma
- Francesco Galori, Davide che danza davanti all'Arca, Galleria Spada, Roma
- Francesco Galori, Trionfo di David, Galleria Spada, Roma
- Artemisia Gentileschi, Madonna col Bambino, Galleria Spada, Roma
- Artemisia Gentileschi, Santa Cecilia, Galleria Spada, Roma
- Orazio Gentileschi, David, Galleria Spada, Roma
- Guercino, L'Astrologia, University of Texas, Austin, già confluito nella collezione Barberini per donazione di Virgilio Spada ai cardinali Francesco e Antonio Barberini
- Guercino, Marte, forse identificabile con quello che poi compare nella collezione Albani in un inventario del 1714[38]
- Guercino, Maddalena, (non rintracciata)
- Guercino, Morte di Didone, Galleria Spada, Roma
- Guercino, Ritratto di Bernardino Spada, Galleria Spada, Roma
- Guercino, San Giacomo apostolo, già confluito nella collezione Barberini per donazione di Virgilio Spada ai cardinali Francesco e Antonio Barberini
- Guercino, San Luca, Galleria Spada, Roma
- Guercino, San Pietro, Galleria Spada, Roma
- Gerrit van Honthorst (seguace), Cristo legato, Galleria Spada, Roma
- Pieter van Laer, Paesaggio con uomini a cavallo, olio su tela ottagonale, Galleria Spada, Roma
- Pieter van Laer, Paesaggio con uomini a piedi, olio su tela ottagonale, Galleria Spada, Roma
- Pieter van Laer, Ritratto di dama, Galleria Spada, Roma
- Fiorenzo di Lorenzo, San Sebastiano, Galleria Spada, Roma
- Claude Lorrain, Paesaggio San Filippo che battezza l'eunuco, collezione privata, Northumberland
- Claude Lorrain, Paesaggio con l'Apparizione di Cristo alla Maddalena, Städelsches Kunstinstitut, Francoforte
- Onofrio Loth, Fiori e Putti (×2), Galleria Spada, Roma
- Lorenzo Lotto (copia da), L'Adultera, Galleria Spada, Roma
- Carlo Maratta, Madonna con un santo vescovo, (perduta)
- Mastelletta, Mosè nel deserto, Galleria Spada, Roma
- Mastelletta, Mosè nel deserto, Galleria Spada, Roma
- Mastelletta, Paese con figure, Galleria Spada, Roma
- Mastelletta, Mosè che passa il Mar Rosso, Galleria Spada, Roma
- Mastelletta, Mosè con la turba, Galleria Spada, Roma
- Mastelletta, Paesaggio con Mosè e gente armata, Galleria Spada, Roma
- Mastelletta, Paesaggio con figure e cavalli, Galleria Spada, Roma
- Mastelletta, Paesaggio con figure, Galleria Spada, Roma
- Jan Miel, Paesaggi (×2), (perduti)
- Pier Francesco Mola, Bacco, Galleria Spada, Roma
- Pieter Mulier (attribuito a), Burrasca di mare, in deposito presso gli appartamenti del Consiglio di Stato
- Pieter Mulier (attribuito a), Giudizio di Paride, in deposito presso gli appartamenti del Consiglio di Stato
- Domenico Maria Muratori, Morte di Cleopatra, Galleria Spada, Roma
- Domenico Maria Muratori, Morte di Marcantonio, Galleria Spada, Roma
- Domenico Maria Muratori, Baccanali (×4), (perduti)
- Girolamo Muziano, Cristo redentore, Galleria Spada, Roma
- Bartolomeo Passarotti, David che suona il violino, Galleria Spada, Roma
- Bartolomeo Passarotti, Ritratto di uomo anziano, Galleria Spada, Roma
- Bartolomeo Passarotti, Ritratto uomo anziano con fiori in mano, Galleria Spada, Roma
- Bartolomeo Passarotti, Ritratto di uomo con libro in mano, Galleria Spada, Roma
- Mattia Preti, L'Adultera, Galleria Spada, Roma
- Mattia Preti, Cristo tentato dal demonio, Galleria Spada, Roma
- Nicolas Regnier, David con la testa di Golia, Galleria Spada, Roma
- Guido Reni, Allegoria delle Quattro stagioni, Museo nazionale di Capodimonte, Napoli (donata da Orazio Spada nel 1672 a papa Clemente X Altieri)
- Guido Reni, Giuditta e Oloferne (copia da ?),[39] in deposito presso le sale del Consiglio di Stato
- Guido Reni, Lucrezia (copia da),[39] in deposito presso le sale del Consiglio di Stato
- Guido Reni, Ritratto di Bernardino Spada, Galleria Spada, Roma
- Guido Reni, San Girolamo, Galleria Spada, Roma
- Guido Reni, Schiavo di Ripa Grande, Galleria Spada, Roma
- Willem Reuter, Scena di mercato, Galleria Spada, Roma
- Michelangelo Ricciolini, Sansone e Dalila, in deposito presso le sale del Consiglio di Stato
- Giovanni Francesco Romanelli, Tempo scopre la Verità, (perduto)
- Salvator Rosa, Battaglia, Galleria Spada, Roma
- Salvator Rosa, Battaglia, Galleria Spada, Roma
- Salvator Rosa, Paesaggio, Galleria Spada, Roma
- Salvator Rosa, Paesaggio, Galleria Spada, Roma
- Salvator Rosa, L'Invidia (attribuito a), in deposito presso le sale del Consiglio di Stato
- Andrea Sacchi, Angelo custode, olio su rame, in deposito presso le sale del Consiglio di Stato
- Daniel Seiter, Lucrezia romana, (dispersa)
- Pieter Snayers, Saccheggio di un villaggio, Galleria Spada, Roma
- Francesco Solimena, Borea che rapisce Oritha, Galleria Spada, Roma
- Hendrick van Somer, San Girolamo, Galleria Spada, Roma
- Spadarino, Testa di cherubino, Galleria Spada, Roma
- Spadarino, Testa di cherubino, Galleria Spada, Roma
- Nicola Stanchi, Vasi con fiori (×2), (perduti)
- Pietro Testa, Allegoria della Strage degli innocenti, Galleria Spada, Roma
- Pietro Testa, Sacrificio d'Ifigenia, Galleria Spada, Roma
- Niccolò Tornioli, Annunziata, chiesa dell'Annunziata, Castel Viscardo
- Niccolò Tornioli, Astronomi, Galleria Spada, Roma
- Niccolò Tornioli, Caino che uccide Abele, Galleria Spada, Roma
- Niccolò Tornioli, Caino che uccide Abele, Galleria Doria Pamphilj, Roma, confluito nella collezione Pamphilj poiché donato a papa Innocenzo X da Virgilio Spada
- Niccolò Tornioli, Carità Romana, Galleria Spada, Roma
- Niccolò Tornioli, Madonna col Bambino dormiente, Galleria Spada, Roma
- Niccolò Tornioli, San Giuseppe, Galleria Spada, Roma
- Niccolò Tornioli, Maddalena dormiente, Galleria Spada, Roma
- Niccolò Tornioli, Madonna col Bambino e un angelo, distrutto durante la seconda guerra mondiale poiché in deposito presso l'Ambasciata d'Italia a Berlino
- Tintoretto, Cristo e l'adultera, confluito nella collezione Chigi per donazione di Virgilio a papa Alessandro VII (non rintracciabile)
- Tiziano (copia da), Ritratto di Paolo III Farnese, copia del dipinto oggi al Museo nazionale di Capodimonte, Galleria Spada, Roma
- Francesco Trevisani, Festino di Marcantonio e Clepoatra, Galleria Spada, Roma
- Jacob Ferdinand Voet, Ritratto del cardinale Bernardino Rocci, 1660-1689, Galleria Spada, Roma
- Jacob Ferdinand Voet, Ritratto di Francesca Rocci, 1660-1689, Galleria Spada, Roma
- Jacob Ferdinand Voet, Ritratto di Pompeo Rocci, 1660-1689, Galleria Spada, Roma
- Jacob Ferdinand Voet, Ritratto di Pulcheria Maffei Rocci, 1660-1689, Galleria Spada, Roma
- Jacob Ferdinand Voet, Ritratto di Urbano Rocci, 1660-1689, Galleria Spada, Roma
- Gaspar van Wittel, Paesaggio con l'isola Borrea, (perduto)
- Gaspar van Wittel, Paesaggio con l'isola di San Giulio, (perduto)

## Albero genealogico degli eredi della collezione
Segue un sommario albero genealogico degli eredi della collezione Spada, dove sono evidenziati in grassetto gli esponenti della famiglia che hanno ereditato, custodito, o che comunque sono risultati influenti nelle dinamiche inerenti alla collezione d'arte. Per semplicità, il cognome Spada viene abbreviato a "S.".
|                                                 |                                                 |                                                 | | | | |                                            | | | | | | | | | | |
|                                                 |                                                 |                                                 | | | | |                                            | Paolo S. (1541-1631) | | | | | | | | | |
|                                                 |                                                 |                                                 | | | | |                                            | | | | | | | | | | |
|                                                 |                                                 |                                                 | | | | |                                            | | | | | | | | | | |
|                                                 |                                                 |                                                 | spostato in prime nozze con Francesca Ricciardelli (da cui ebbe seguito il ramo S. di Faenza)                                                        | spostato in prime nozze con Francesca Ricciardelli (da cui ebbe seguito il ramo S. di Faenza) | | |                                            | | | | | | | sposato in seconde nozze con Diana Albicini (da cui ebbe seguito il ramo S. di Roma) | sposato in seconde nozze con Diana Albicini (da cui ebbe seguito il ramo S. di Roma) | | |
|                                                 |                                                 |                                                 | | | | |                                            | | | | | | | | | | |
|                                                 |                                                 |                                                 | | | | |                                            | | | | | | | | | | |
|                                                 |                                                 | Giacomo Filippo S. (1576-1636)                  | Giacomo Filippo S. (1576-1636) | Isotta S. (1579-?) | Isotta S. (1579-?) | |                                            | | | | | Francesco S. (1593-1643) | Francesco S. (1593-1643) | Bernardino S. (1594-1661) (fu l'iniziatore della collezione di famiglia e l'acquirente del palazzo Capodiferro; a lui si devono alcune delle più rilevanti commesse, come la Galleria prospettica di Borromini e i due suoi ritratti del Reni e Guercino) | Bernardino S. (1594-1661) (fu l'iniziatore della collezione di famiglia e l'acquirente del palazzo Capodiferro; a lui si devono alcune delle più rilevanti commesse, come la Galleria prospettica di Borromini e i due suoi ritratti del Reni e Guercino) | Virgilio S. (1596-1662) (Vincolò la collezione con l'istituto di maggiorasco affinché la stessa non si disperdesse) | Virgilio S. (1596-1662) (Vincolò la collezione con l'istituto di maggiorasco affinché la stessa non si disperdesse) |
|                                                 |                                                 |                                                 | | | | |                                            | | | | | | | | | | |
|                                                 |                                                 |                                                 | | | | |                                            | | | | | | | | | | |
|                                                 | Gregorio S. (1615-1686?)                        | Gregorio S. (1615-1686?)                        | | Rodolfo S. (?-?) | Rodolfo S. (?-?) | |                                            | | | | | Orazio S. (1616-1686) (marchese, sposò Maria Veralli, da cui ebbe in dote un cospicuo numero di opere d'arte ancora oggi facenti parte della Galleria Spada) | Orazio S. (1616-1686) (marchese, sposò Maria Veralli, da cui ebbe in dote un cospicuo numero di opere d'arte ancora oggi facenti parte della Galleria Spada) | | | | |
|                                                 |                                                 |                                                 | | | | |                                            | | | | | | | | | | |
|                                                 |                                                 |                                                 | | | | |                                            | | | | | | | | | | |
| Giacomo Filippo S. (1656-1706) (non ebbe figli) | Giacomo Filippo S. (1656-1706) (non ebbe figli) | Francesco Maria S. (1661-1723) (non ebbe figli) | Francesco Maria S. (1661-1723) (non ebbe figli) | Muzio S. (1661-1710) | Muzio S. (1661-1710) | |                                            | Bernardino S. Veralli (1638-1716) | Bernardino S. Veralli (1638-1716) | Eugenia S. (1639-1717) (andò in sposa in prime nozze al marchese Domenico Maidalchini, nipote di Olimpia, in seconde a Girolamo Mattei di Giove, nipote di Ciriaco e figlio di Asdrubale Mattei) | Eugenia S. (1639-1717) (andò in sposa in prime nozze al marchese Domenico Maidalchini, nipote di Olimpia, in seconde a Girolamo Mattei di Giove, nipote di Ciriaco e figlio di Asdrubale Mattei) | Virginia S. (?-1680) | Virginia S. (?-1680) | Fabrizio S. (1643-1717) (cardinale) | Fabrizio S. (1643-1717) (cardinale) | ...e altri 4 fratelli                                                                                               | ...e altri 4 fratelli                                                                                               |
|                                                 |                                                 |                                                 | | | | |                                            | | | | | | | | | | |
|                                                 |                                                 |                                                 | | | | |                                            | | | | | | | | | | |
|                                                 |                                                 |                                                 | | Leonida S. (1686-1763) | Leonida S. (1686-1763) | Giulia S. (1669-1755) | Giulia S. (1669-1755)                      | Clemente S. Veralli (1679-1759) (sposò Maria Pulcheria Rocci, da cui ebbe in dote un cospicuo numero di opere d'arte ancora oggi facenti parte della Galleria Spada; senza figli maschi, con lui si estinse la linea maschile delle seconde nozze di Paolo S.; donò l'intera raccolta al fratello del ramo di Faenza Giuseppe Niccolò S.) | Clemente S. Veralli (1679-1759) (sposò Maria Pulcheria Rocci, da cui ebbe in dote un cospicuo numero di opere d'arte ancora oggi facenti parte della Galleria Spada; senza figli maschi, con lui si estinse la linea maschile delle seconde nozze di Paolo S.; donò l'intera raccolta al fratello del ramo di Faenza Giuseppe Niccolò S.) | Francesco Maria S. (?-1748) (non ebbe eredi maschi) | Francesco Maria S. (?-1748) (non ebbe eredi maschi) | | | | | | |
|                                                 |                                                 |                                                 | | | | |                                            | | | | | | | | | | |
|                                                 |                                                 |                                                 | | | | |                                            | | | | | | | | | | |
|                                                 |                                                 |                                                 | | Muzio S. (1716-1799) | | |                                            | | | | | | | | | | |
|                                                 |                                                 |                                                 | | | | |                                            | | | | | | | | | | |
|                                                 |                                                 |                                                 | | | | |                                            | | | | | | | | | | |
|                                                 |                                                 |                                                 | | Giuseppe Niccolò S. Veralli (1716-1799) (alla morte di Clemente S. Veralli, ereditò tutta la collezione per mancanza di prole maschile del ramo romano; acquisì i titoli S. Veralli e istituì il fidecommesso su quattro sale della Galleria e due al pian terreno con opere di scultura, così da tutelare la collezione dallo smembramento) | | |                                            | | | | | | | | | | |
|                                                 |                                                 |                                                 | | | | |                                            | | | | | | | | | | |
|                                                 |                                                 |                                                 | | | | |                                            | | | | | | | | | | |
|                                                 |                                                 |                                                 | Clemente S. Veralli (1778-1866) (aggiunse nel 1862 un'appendice che estendeva il vincolo fidecommesso del padre a tutti i pezzi della collezione)    | Clemente S. Veralli (1778-1866) (aggiunse nel 1862 un'appendice che estendeva il vincolo fidecommesso del padre a tutti i pezzi della collezione) | Alessandro S. (1787-1843) (cardinale) | Alessandro S. (1787-1843) (cardinale) |                                            | | | | | | | | | | |
|                                                 |                                                 |                                                 | | | | |                                            | | | | | | | | | | |
|                                                 |                                                 |                                                 | | | | |                                            | | | | | | | | | | |
|                                                 | Maria S. Veralli (1811-1841)                    | Maria S. Veralli (1811-1841)                    | Teresa S. Veralli (1815-1874) | Teresa S. Veralli (1815-1874) | Vincenzo S. Veralli (1821-1855) | Vincenzo S. Veralli (1821-1855) |                                            | | | | | | | | | | |
|                                                 |                                                 |                                                 | | | | |                                            | | | | | | | | | | |
|                                                 |                                                 |                                                 | | | | |                                            | | | | | | | | | | |
|                                                 |                                                 |                                                 | Federico S. Veralli (1847-1921) (non fu sposato e non ebbe figli; fu l'ultimo maschio del ramo S. di Faenza derivante dalle prime nozze di Paolo S.) | Federico S. Veralli (1847-1921) (non fu sposato e non ebbe figli; fu l'ultimo maschio del ramo S. di Faenza derivante dalle prime nozze di Paolo S.) | Maria Isabella S. Veralli (1853-1902) (sposò Giovanni Antonio Potenziani-Grabinski; dalla loro discendenza ebbe seguito il ramo S. Veralli) | Maria Isabella S. Veralli (1853-1902) (sposò Giovanni Antonio Potenziani-Grabinski; dalla loro discendenza ebbe seguito il ramo S. Veralli) | Olga S. Veralli (1855-1934)                | Olga S. Veralli (1855-1934) | | | | | | | | | |
|                                                 |                                                 |                                                 | | | | |                                            | | | | | | | | | | |
|                                                 |                                                 |                                                 | | | | |                                            | | | | | | | | | | |
|                                                 |                                                 |                                                 | | Ludovico S. Veralli Potenziani (1880-1971) (vendette nel 1926 la collezione e il palazzo S. allo Stato italiano) | Ludovico S. Veralli Potenziani (1880-1971) (vendette nel 1926 la collezione e il palazzo S. allo Stato italiano)                            | Beatrice S. Veralli Potenziani (1873-1959)                                                                                                  | Beatrice S. Veralli Potenziani (1873-1959) | | | | | | | | | | |